# Nová kasárna (Prachatice)
Nová kasárna v Prachaticích jsou situována v severní části města Prachatice. První objekty byly vybudovány Wehrmachtem v roce 1941 pro potřeby německé vojenské posádky v Prachaticích a následně byl areál rekonstruován a rozšířen o budovy a zařízení pro potřeby 62. motostřeleckého pluku Domácího odboje,který se podílel na zajištění čs. hranice se SRN a systému československého opevnění státní hranice. Po zrušení útvaru a politických změnách po roce 1989 byl areál revitalizován.

## Popis areálu kasáren
Nová kasárna jsou situována na severozápadním předměstí Prachatic na severním konci Hradební ulice. a navazujících ulic Rožmberské  a  Kasárenské.Areál kasáren má obdélný půdorys, jehož delší osa je orientována v severojižním směru. Ve středu areálu je původní nástupiště pluku v současné době označované jako  Horní náměstí  a využívané především jako parkoviště. Souběžně s delšími stranami této plochy. jsou původně přízemní budovy vybudované v roce 1941 Wehrmacht a následně opakovaně rekonstruované (naposledy v 90. letech 20. století již pro civilní účely). Areál původních kasáren Wehrmachtu tvořilo 12 budov na ploše 6 hektarů.V rozích obdélníkového nástupiště je 6 původně jednopatrových budov: 3 na severu a 2 na jihu. Při vjezdu do areálu je vlevo viditelné bývalé stanoviště dozorčího vchodu, brána na pravé straně byla demolována, takže do areálu je volný vstup i vjezd na křižovatku nově označených ulic Rožmberské a Kasárenské. 

## Historie a využití areálu kasáren
Areál kasáren se stavebně vyvíjel v několika etapách, odrážejících politické poměry v Prachaticích a celém Československu (Česku) i vývoj vojenské doktriny.Vžitý  místní název Nová kasárna se v Prachaticích ustálil pro odlišení od budovy Žižkových kasáren, která byla postavena více než o půlstoletí dříve (jejich stavba byla dokončena v roce 1875 a slavnostně otevřena dne 15. září).Zhoršující se technický stav budovy kasáren byl důvodem stížností vojáků ještě v období předválečné ČSR.

### Historie areálu kasáren za II. světové války

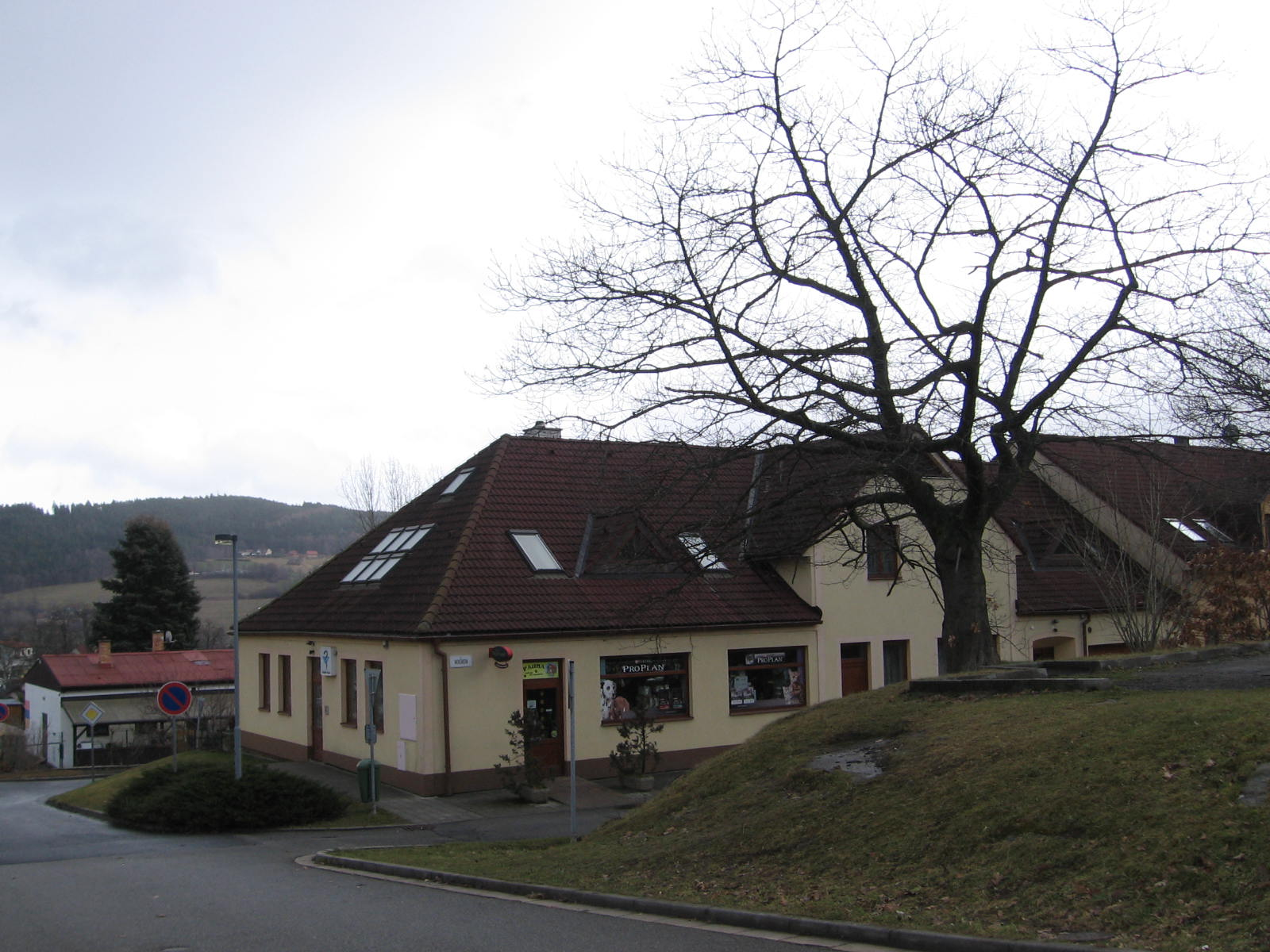
Původní budovy kasáren, později 3. msp po rekonstrukci

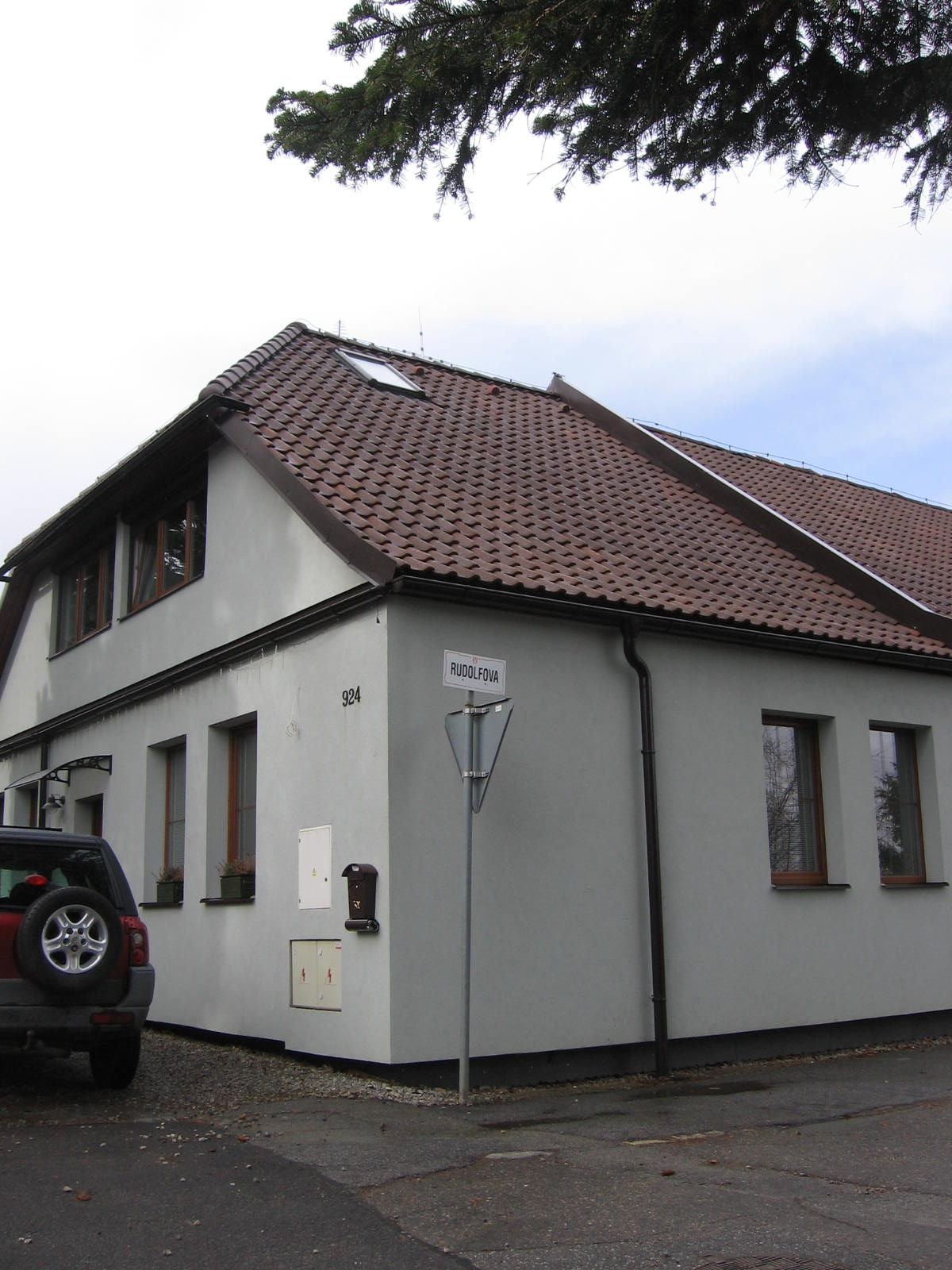
Původní budovy kasáren

První část budov včetně nástupiště byla postavena v roce 1941. V té době areál sloužil potřebám vojenské posádky Wehrmachtu v Prachaticích.Vzhledem k vývoji války nepříznivému pro Velkoněmeckou říši  byla na sklonku války kasárna změněna na lazaret pro zraněné německé vojáky. 

### Historie areálu kasáren v letech 1945 – 1948
Po osvobození Československa v roce 1945 byl areál využíván jako sběrný tábor pro sudetské Němce z okresu Prachatice určené k odsunu  do Bavorska. Důvodem bylo, že všechny objekty byly nové a kvalitně vybaveny lůžkovinami, kuchyňskými potřebami, nářadím a dalším vybavením a areál byl jako bývalá německá kasárna na ploše 6 hektarů oplocen. Tábor měl kapacitu maximálně 1500 osob, kterou nebylo možno překročit. Velitelem byl partyzán nadporučík Jaroslav Vaněk, kterému byly podřízeny všechny osoby v táboře. Americké jednotky do tábora přemístily první německé občany již v létě 1945a dne 1. 10. 1945 byla správa tábora převedena na čs. úřady. Na konci roku 1945 byli přemístěni do Bavorska z velké části uprchlíci a část jich byla přesunuta do jiných sběrných táborů. Od února 1946 sběrné bylo středisko v Nových kasárnách určeno pouze pro sudetské Němce. Část tábora sloužila pro internaci 50–130 německých občanů z Prachaticka obviněných podle retribučních dekretů.Sběrný tábor v kasárnách ukončil činnost 16. srpna 1946. Americká vojenská správa budovy předala čs. vojenské správě, která zde dislokovala důstojnickou školu. Tato škola zahájila činnost v říjnu 1946.

### Historie areálu kasáren v letech 1948 – 1989

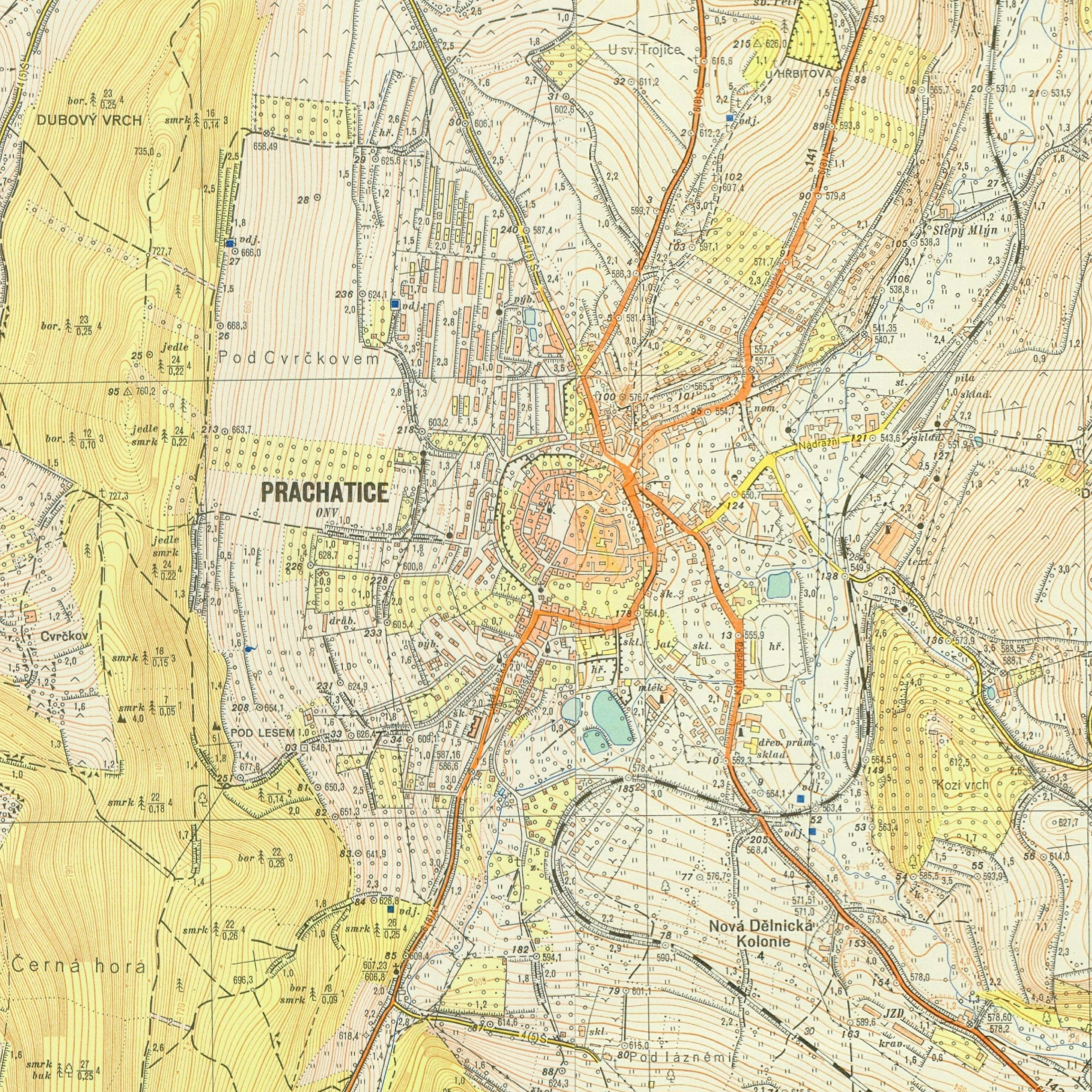
Nová kasárna na mapě Prachatic z roku 1958

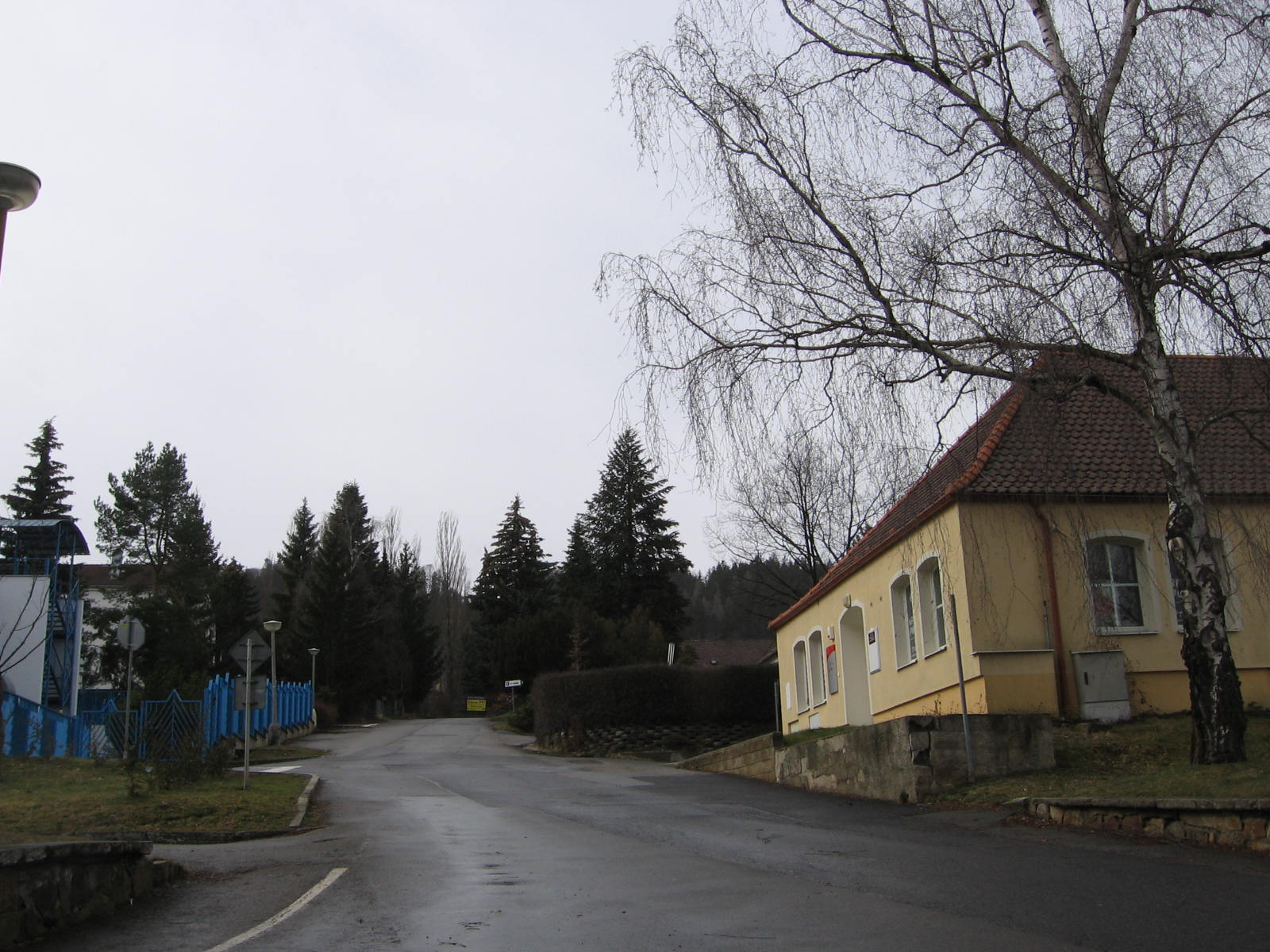
Budova velitelství pluku

Po skončení činnosti důstojnické školy. byla do Nových kasáren umístěna opět armáda. V areálu byl dislokován nejprve pěší, následně střelecký pluk, později od roku 1958 62. motostřelecký pluk. Tyto útvary nesly od roku 1945 čestné označení Domácího odboje, které útvaru udělil prezident ČSR Edvard Beneš. Nová kasárna byly oficiálně nazývána Kasárna Klementa Gottwalda. V původních prachatických kasárnách byl dislokován prapor silničního vojska ČSLA. Rozšířením Nových  kasáren Žižkova kasárna  získala neoficiální název Stará kasárna pro odlišení obou kasáren byly někdy jejich stavby odlišovány jako Horní (Nová) a Dolní (Stará kasárna).V této formě útvar působil až do změny politických poměrů v roce 1989. Poté bylo rozhodnuto o jeho zrušení ke dni 31. 3. 1994.

### Rozšíření areálu kasáren  v 50. – 80. letech

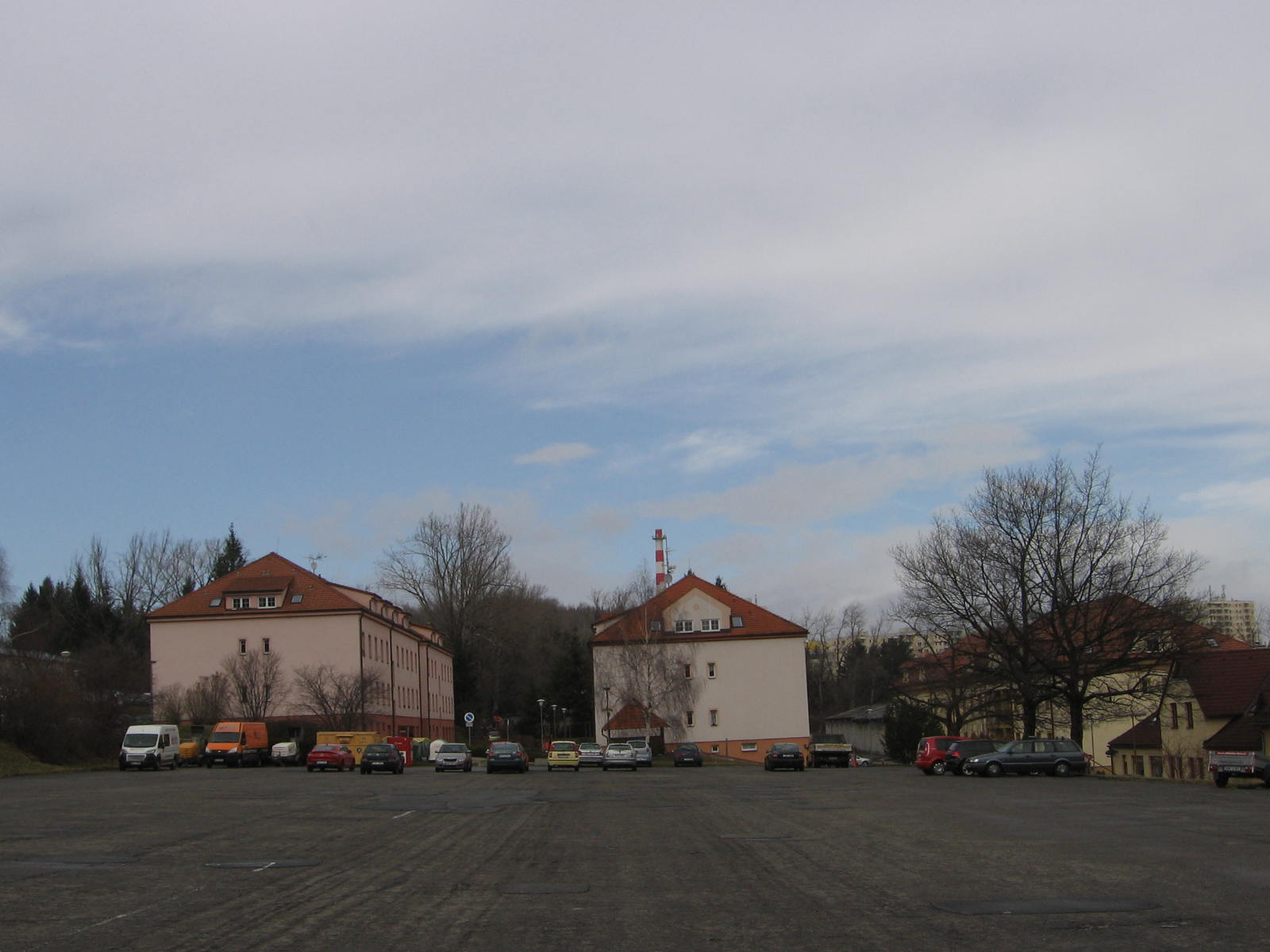
Pohled přes nástupiště na budovy tankového praporu (vlevo) a 1, praporu (vpravo)

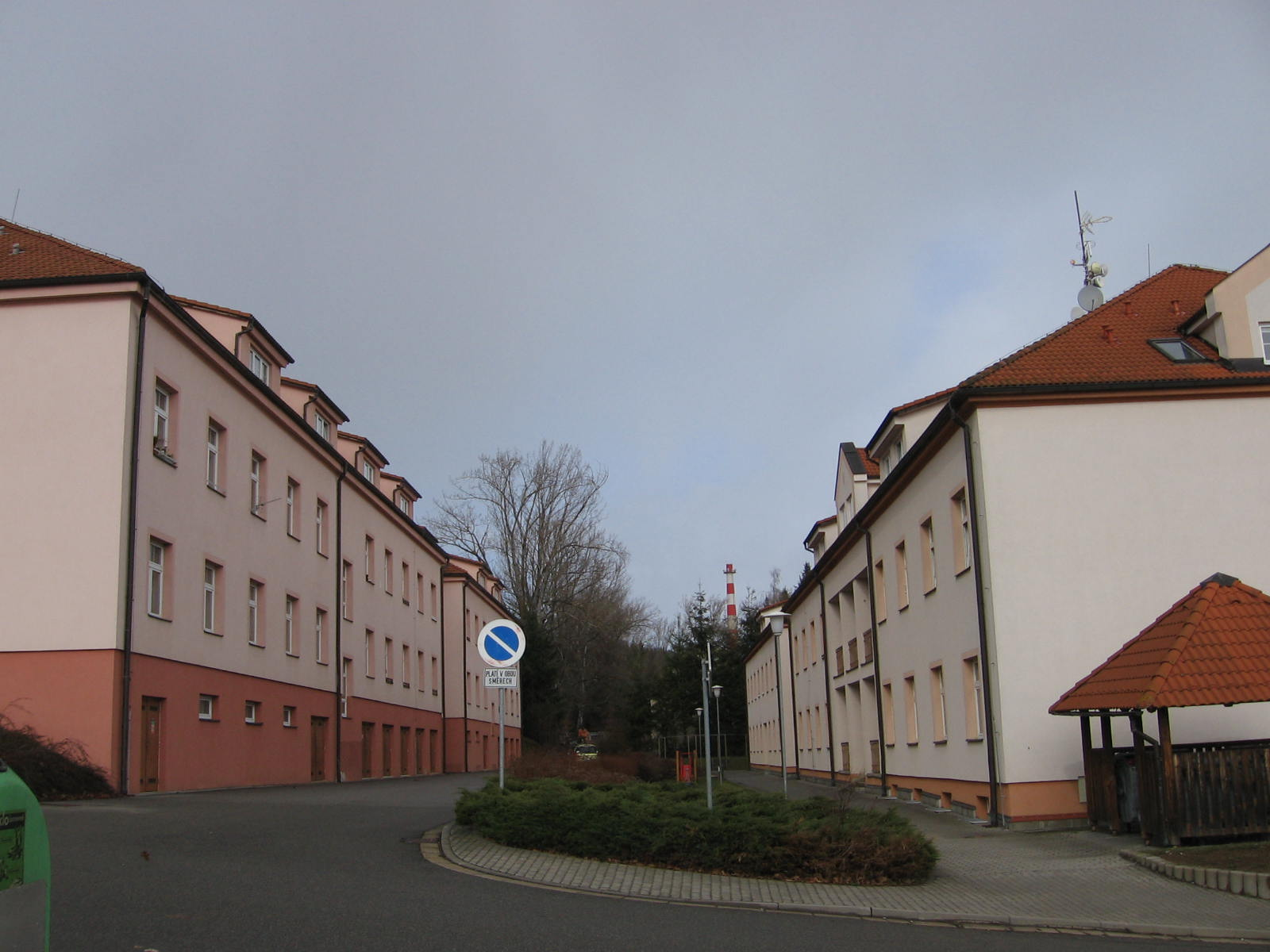
Budovy tankového praporu (vlevo) a 1, praporu (vpravo)

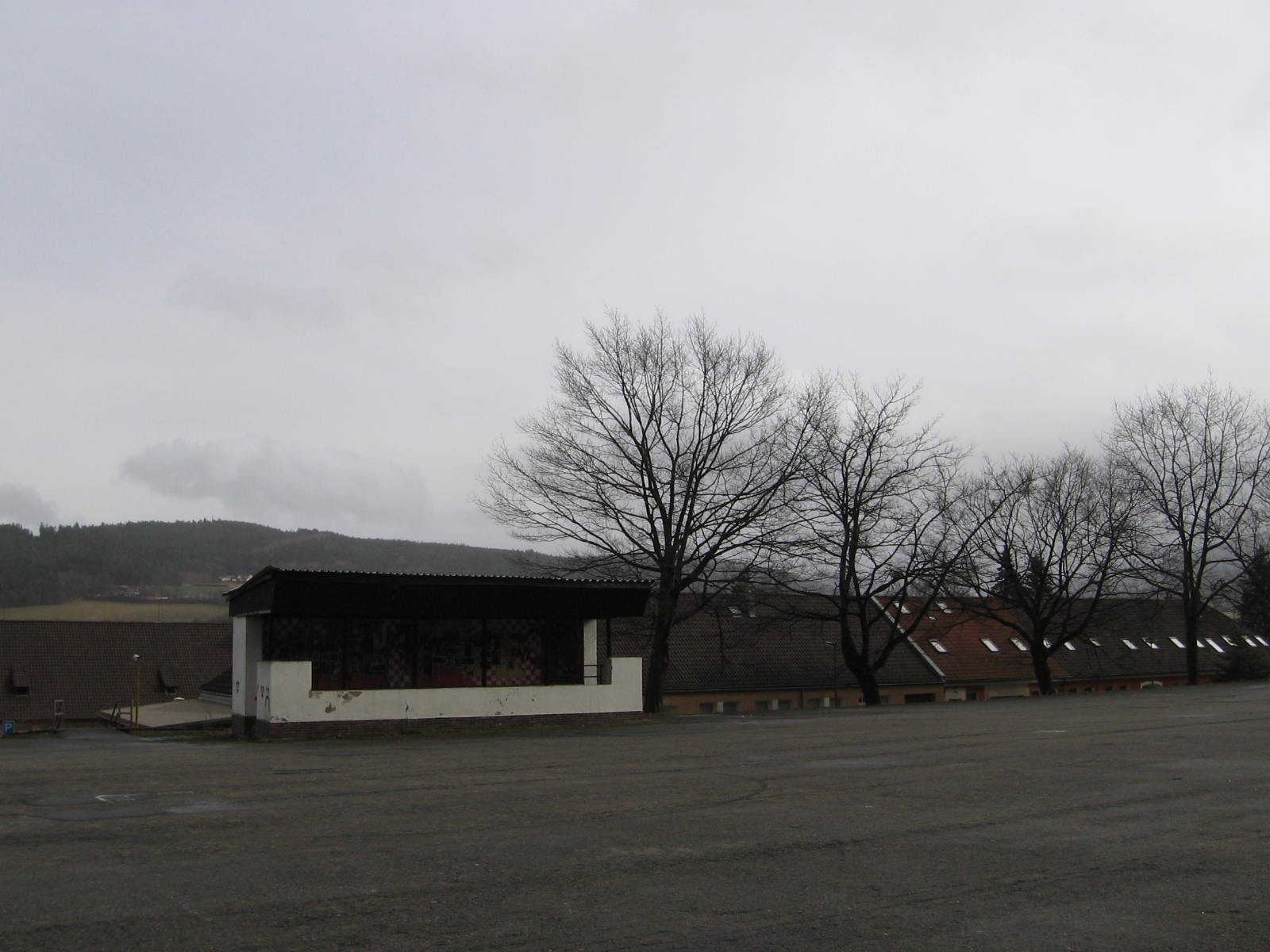
Pohled na nástupiště

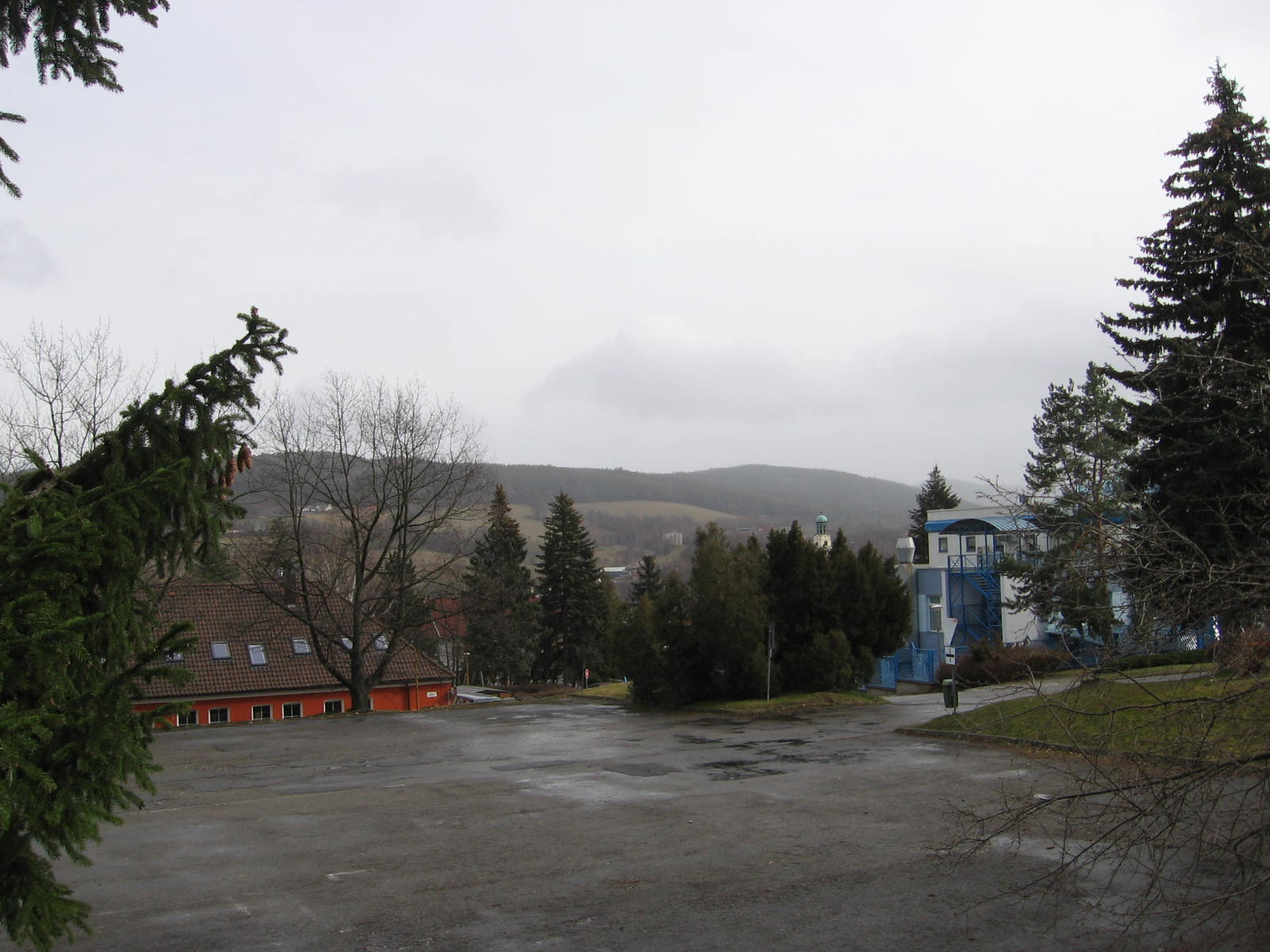
Pohled na nástupiště, kuchyňský blok a štáb

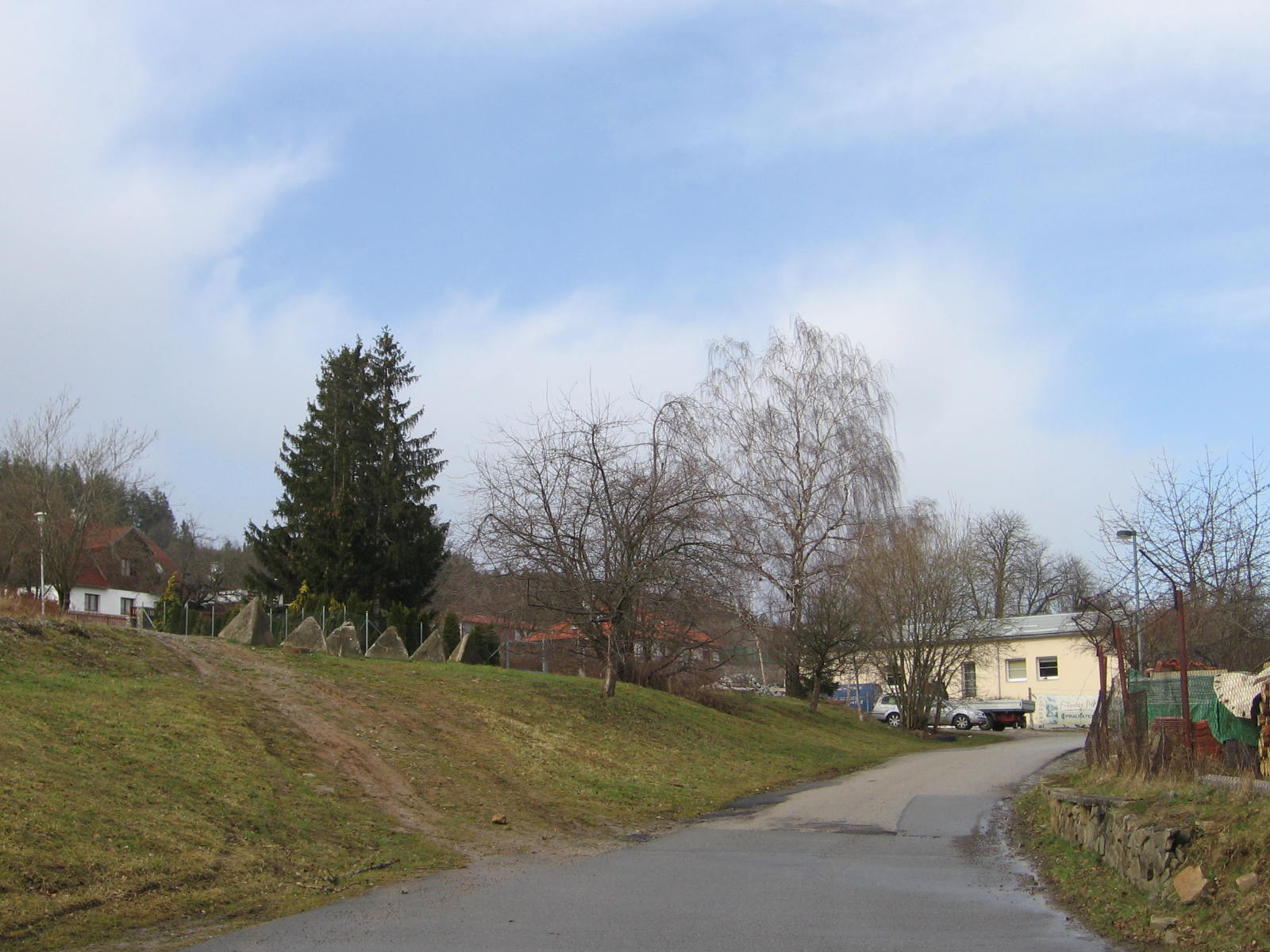
Prostory kasáren

V průběhu 50. let začala probíhat reorganizace čs. pěšího vojska na útvary střelecké a později motostřelecké. Současně byly vytvářeny vševojskové divize.V roce 1963 byla zrušena odbornost pěchota a výsadkové vojsko a nově zavedena odbornost motostřelecké a výsadkové vojsko (Předpis Kádr-2-2) Reorganizace útvaru na vševojskový pluk zvýšila nároky na prostory a plochy. Hlavní údernou silou pluku byly 3 motostřelecké prapory odpovídající složením a výzbrojí motostřeleckému praporu sovětské armády. Tyto potřeby řešila výstavba tří ubytovacích patrových budov na severním konci nástupiště, kde vznikly charakteristické typizované stavby ubytovacích prostor pro vojáky  základní vojenské služby. Budovy na průčelí nesou rysy socialistického realismu, se kterými se můžeme setkat ve většině kasárenských objektů budovaných v době studené války na západní hranici ČSR (Klimentov u  Mariánských Lázní, Bor u Tachova, Janovice na Úhlavou, ve  Vimperk a Český Krumlov a v dalších posádkových městech při západní a jihozápadní hranici Československa). I v prachatických kasárnách se tak odrazily změny  logistiky ČSLA. Od ledna 1951 převzaly investiční výstavbu pro armádu nově zřízené vojenské stavební podniky Posista, Konstruktiva, Armastav, Severostav a Stavoindustrii vyčleněné z Čs. stavebních závodů a kasárna byla od roku 1953 budována podle nového jednotného projektu praporních a plukovních kasáren.

#### Budovy a zařízení vybudované v rámci rozšíření areálu kasáren v 50. – 80. letech
Postupně byly postaveny a zprovozněny ubytovací prostory a prostory jednotek a velení pluku:

#### Původní budovy z roku 1941
V původních budovách z roku 1941 podél nástupiště pluku byly umístěny,
- 3. motostřelecký prapor,[9]
- Velitelství pluku a štáb,
- Jednotky bojového zabezpečení,
- Ošetřovna

##### Budovy a zařízení vybudované v rámci rozšíření areálu kasáren v 50. – 80. letech
- Nástupiště pluku s tribunou velitele[25]
- 1. motostřelecký prapor,[9]
- 2. motostřelecký prapor,[26]
- Tankový prapor,[27]
- Dělostřelecký oddíl a baterie  protitankových řízených střel,[28]
- Stacionární kuchyňský blok a jídelna s kapacitou 2000 porcí denně,[29]
- park techniky, tzv. horní park rozšiřovaný v letech 1979 - 1984[30]pro uložení techniky pluku, zejména BVP-1 (předchůdce OT-64), středních tanků T-55  T-55 M, T-55 A, BRDM-2, vozidel Praga V3S,  OT-64  a další.[28]

##### Vybavení ubytovacích prostor pro vojáky základní služby 70. – 80. letech
Veškeré činnosti a ubytování vojáků základní služby upravovaly vojenské předpisy nazývané řády. Ubytovací prostory pro vojáky základní služby byly vybaveny jednotným zařízením.

## Související stavby
S rozšiřováním kasáren a stavu 62. motostřeleckého pluku souvisela výstavba sídliště mezi  Štěpánčiným parkem a Novými kasárnami. Dvoupodlažní byty sloužily zčásti pro rodiny vojáků z povolání a byla zde postavena i ubytovna pro svobodné vojáky z povolání. Domy byly vystavěny ve stylu socialistického realismu, podobně jako ubytovací objekty pro vojáky základní služby v kasárnách. Styl prokazuje mj. i dochovaná výzdoba na fasádách domů.
Z kasáren vedla tankostřelecká cesta, která umožňovala přesun techniky do  Vojenského újezdu Boletice.62. motostřelecký pluk zajišťoval reaktivaci a údržbu předválečného lehkého opevnění vz. 37 na úseku H-42 lehkého opevnění vz. 37 a úseku H-33 lehkého opevnění vz. 37 v okolí Libína a Libínského Sedla.

## Areál kasáren po roce  1989
Po zrušení 62. motostřeleckého pluku město Prachatice projevilo zájem o převod areálu do svého vlastnictví. Po složitých jednáních došlo v letech 1998 - 2000 k předání všech objektů kasáren městu Prachatice bezplatným převodem.Motivem zájmu města o kasárna bylo využití většiny objektů pro vytvoření dostupného bydlení pro občany Prachatic a možnost kontroly nad předmětem podnikatelské činnosti subjektů, které zde začaly rozvíjet různé formy podnikání. Po provedené analýze Město Prachatice zveřejnilo  „Projekt oživení kasáren“, který stanovil že:
- bývalé objekty ubytoven mužstva budou přestavěny na bytové domy, kde investorem bude Město Prachatice, 
- část objektů město nabídne k prodeji soukromým investorům za zlomek odhadní ceny za podmínky, že adaptace objektů proběhne v intencích urbanistické studie a převážná část rekonstrukce proběhne do 2 let od prodeje objektu; při nedodržení těchto podmínek může Město využít právo zpětného odkupu 
- objekty určené výhledově ke zbourání, které je dočasně možno využít budou nabídnuty k pronájmu na dobu 10 let s tím, že po ukončení pronájmu město rozhodne o jejich dalším osudu
Zájemci byli vybrání komisionelně. 
Výsledkem šestileté revitalizace prostoru je vznik - 
- více než 130 bytů, 
- prodejny, 
- restaurace, 
- veterinární ošetřovny 
- dalších služeb, 
- 200 pracovních míst v nadnárodní společnosti Vishay (elektronický průmysl) 
- moderní zázemí pro Integrovaný záchranný systém.
Většina budov původně sloužících jako ubytovací prostory vojáků základní služby byla upravena na byty ve vlastnictví města., jmenovitě budovy 
- bývalého 1. motostřeleckého praporu,
- bývalého tankového praporu
- dělostřeleckého oddílu a baterie protitankových řízených střel.
- Budova bývalého 2. motostřeleckého praporu je využívána pro účely školství (Střední a vyšší odborná škola v Prachaticích).
- Bývalý kuchyňský blok po rekonstrukci je využíván pro výrobu.
- Objekty bývalého velitelství pluku, štábu a jednotek bojového zabezpečení jsou využívány pro drobnou výrobu a služby.

### Vytvoření nové uliční sítě v areálu kasáren v 90. letech
Součástí snahy o revitalizaci a integraci areálu bývalých Nových kasáren do organismu města Prachaticebylo rozhodnutí  prachatického městského zastupitelstva o pojmenování vnitřních komunikací v kasárnách jako prachatických ulic a nástupiště pluku jako Horní náměstí. Vzhledem k tomu, že všechny ulice historického jádra a  Městské památkové rezervace , nesou původní středověké a raně novověké názvy, byly nově vytvářené ulice v areálu Nových kasáren označeny jmény připomínajícími éru Rožmberků, se kterými byl spojen největší rozkvět Prachatic v 16. století:
- Vilémova,[40]podle předposledního   Viléma z Rožmberka,
- Vokova,[41] podle posledního rožmberského vladaře  Petra Voka z Rožmberka,
- Vítkova,[42] podle legendárního zakladatele rodu Vítkovců  Vítka z Prčice,
- Březanova,[39] podle historika a kronikáře posledního rožmberského vladaře  Petra Voka z Rožmberka  Václava Březana,
- Rožmberská,[43]podle rodu Rožmberkové  Petra Voka z Rožmberka,
- Menšíkova, .[7] podle Jakuba Menšíka z Menštejna,
- Rudolfova ,[43] podle císaře Rudolfa II.,[43]
- Horní náměstí.[7]

## Nová kasárna ve filmu
V nových kasárnách a v Prachaticích byly v roce 1988 natáčeny některé díly seriálu Chlapci a chlapi ze života vojáků  motostřeleckého útvaru ve fiktivním městě Hrádek (3. díl – Tak přísaháme, 4. díl – Nový poručík, 5. díl – Zelené Vánoce, 8. díl – Samopal, 9. díl – Trápení, 10. díl – Řádná dovolená).

## Dění v Nových kasárnách po roce 1990
Po revitalizaci areálu jsou v něm pořádány různé společenské akce, např. noční soutěže požárních družstev O pohár starosty města Prachatice.

## Galerie

### Celkové pohledy na areál Nových kasáren

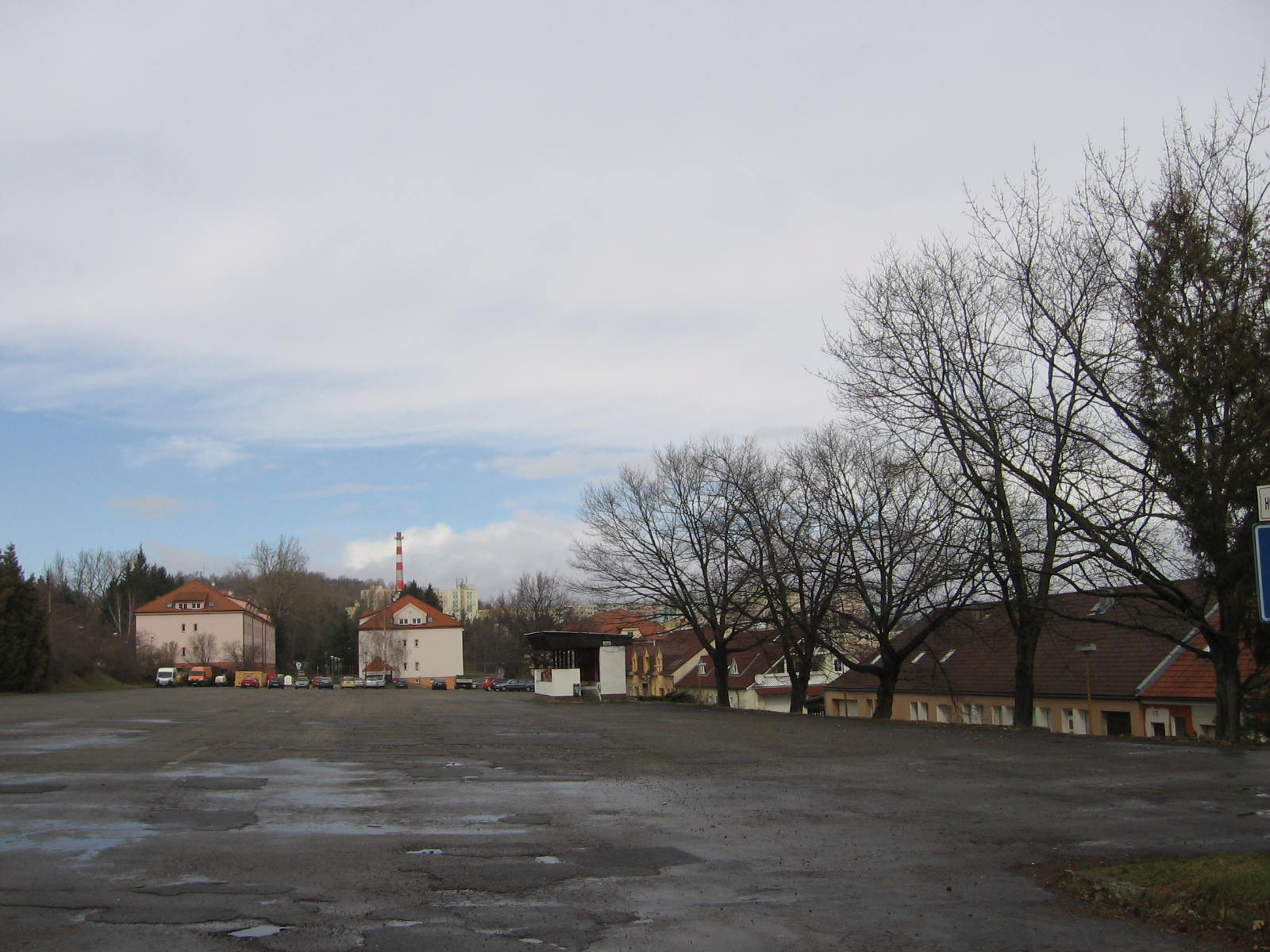
Pohled přes nástupiště s tribunou velitele na budovy praporů
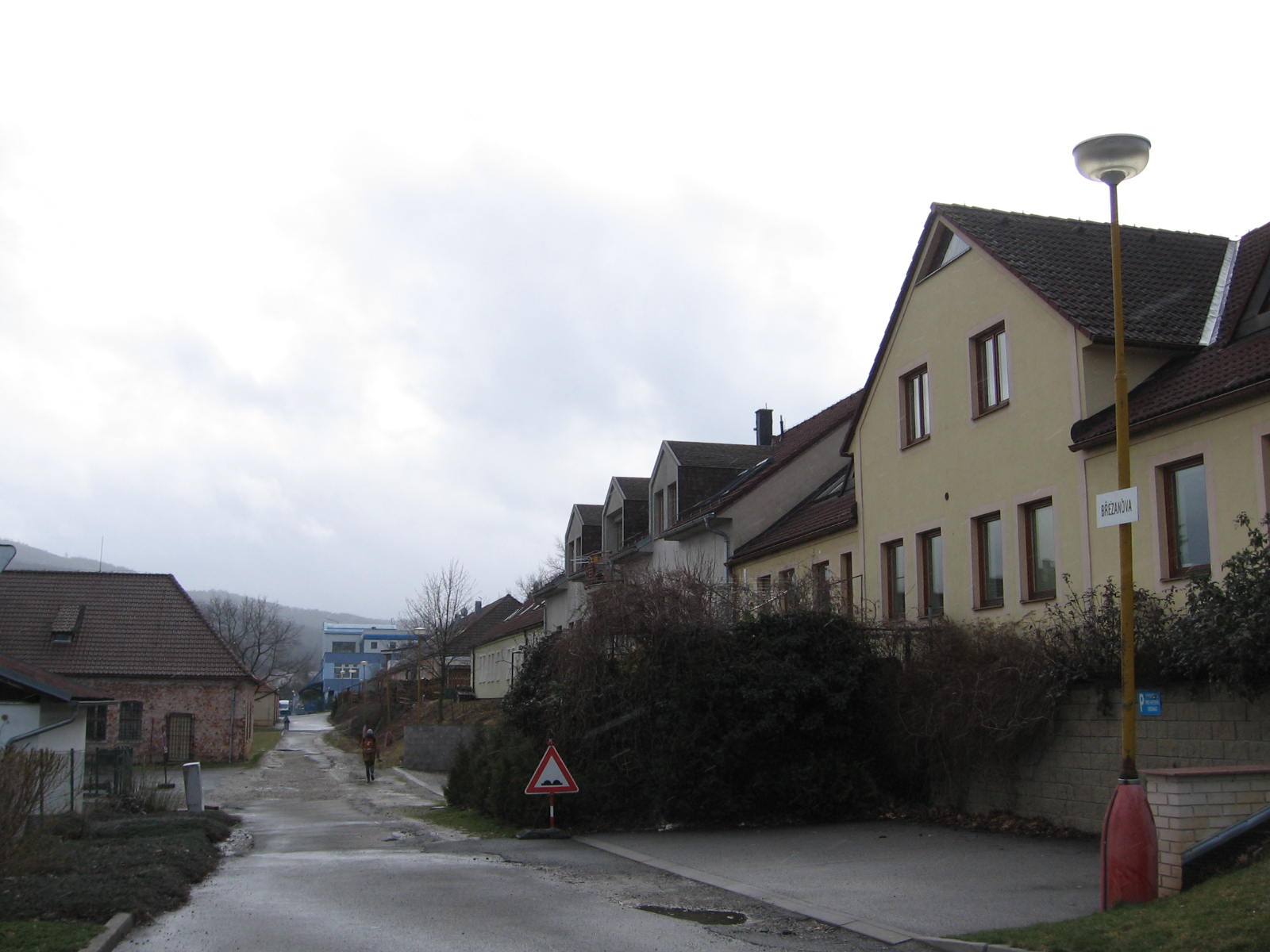
Pohled směrem ke kuchyňskému bloku
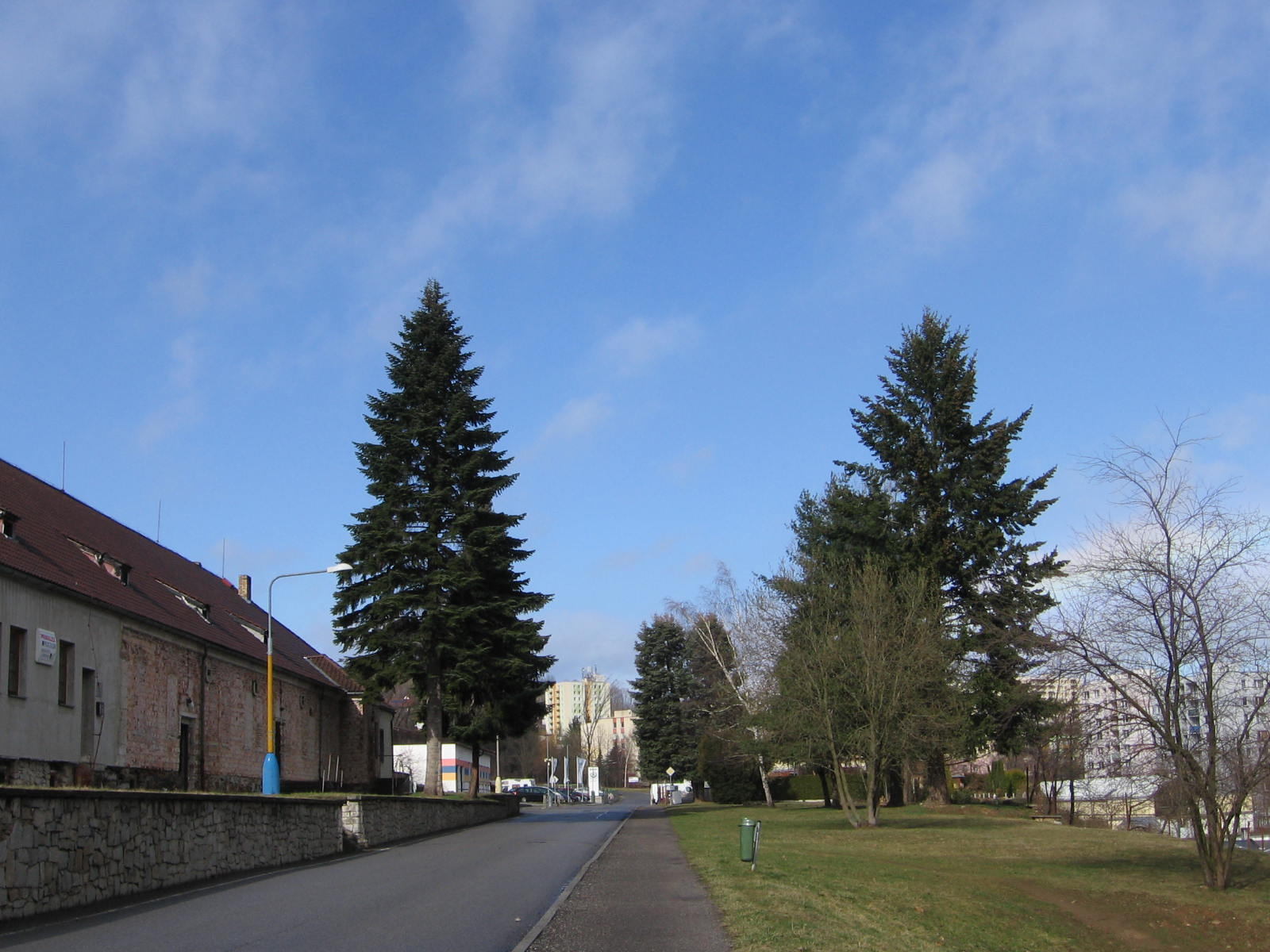
Pohled od vjezdu pod budovou štábu
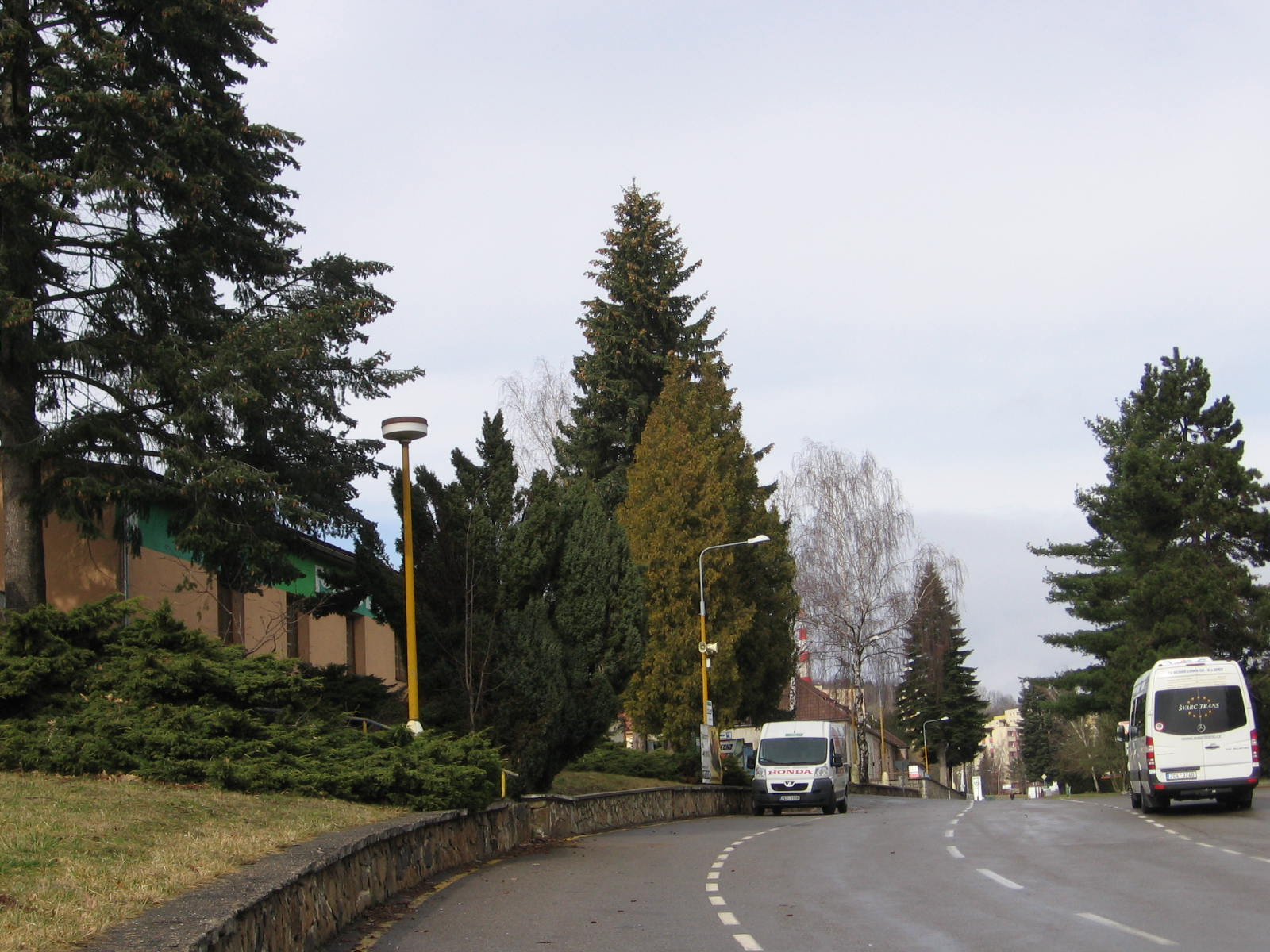
Pohled od vjezdu pod budovou štábu
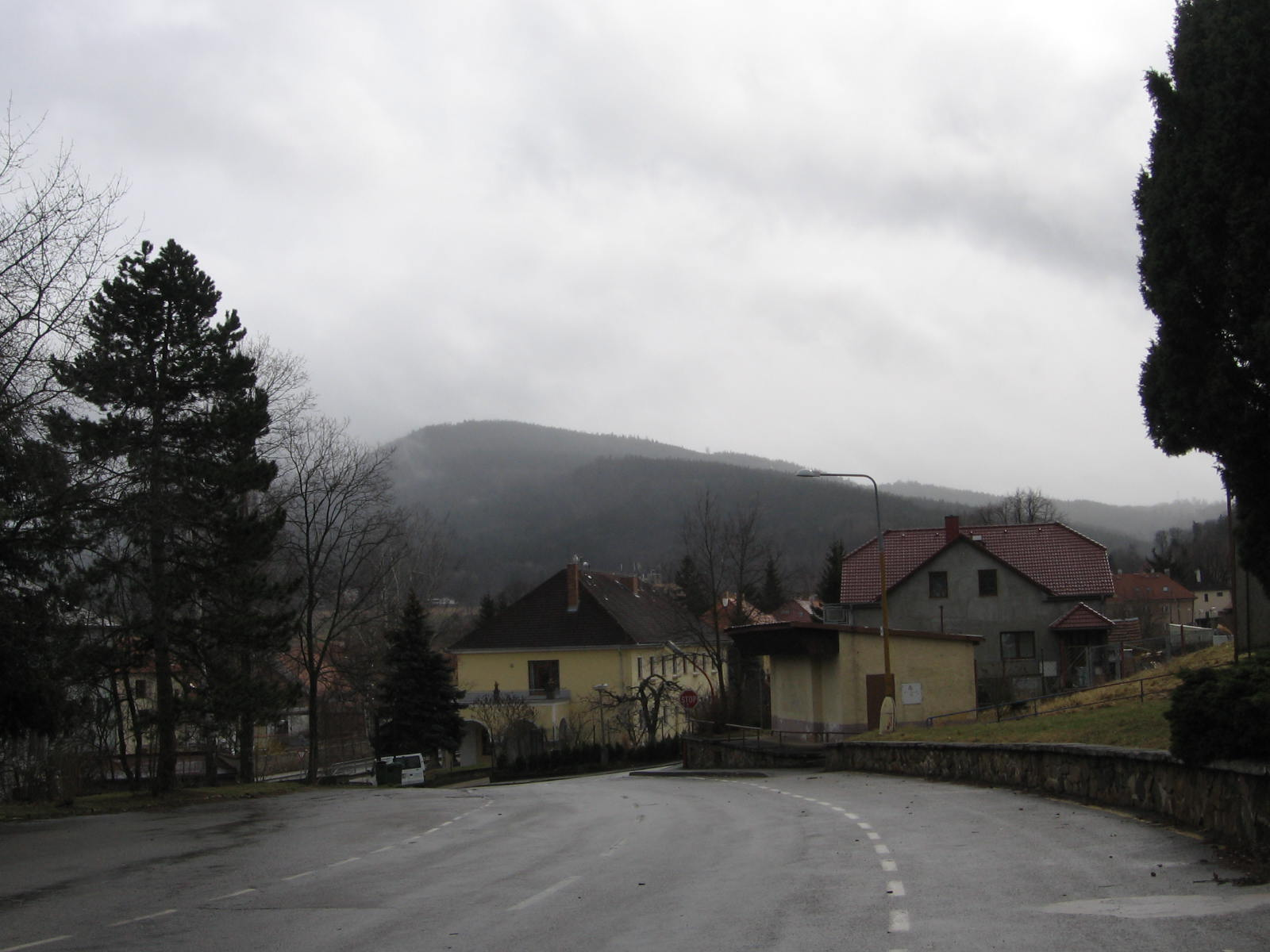
Pohled ke vjezdu na budovou dozorčího vchodu a ubytovny
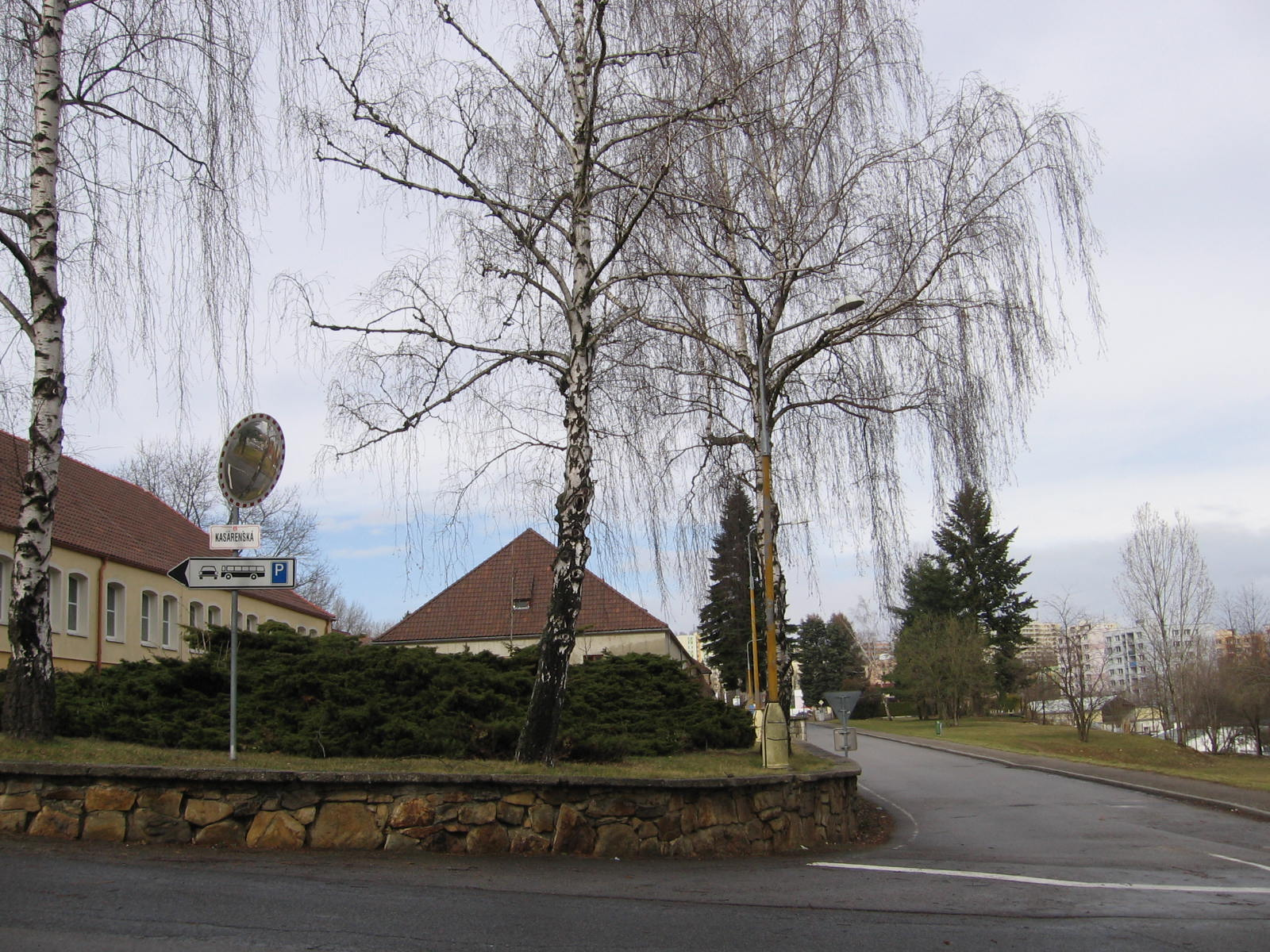
Pohled od vjezdu pod budovou štábu
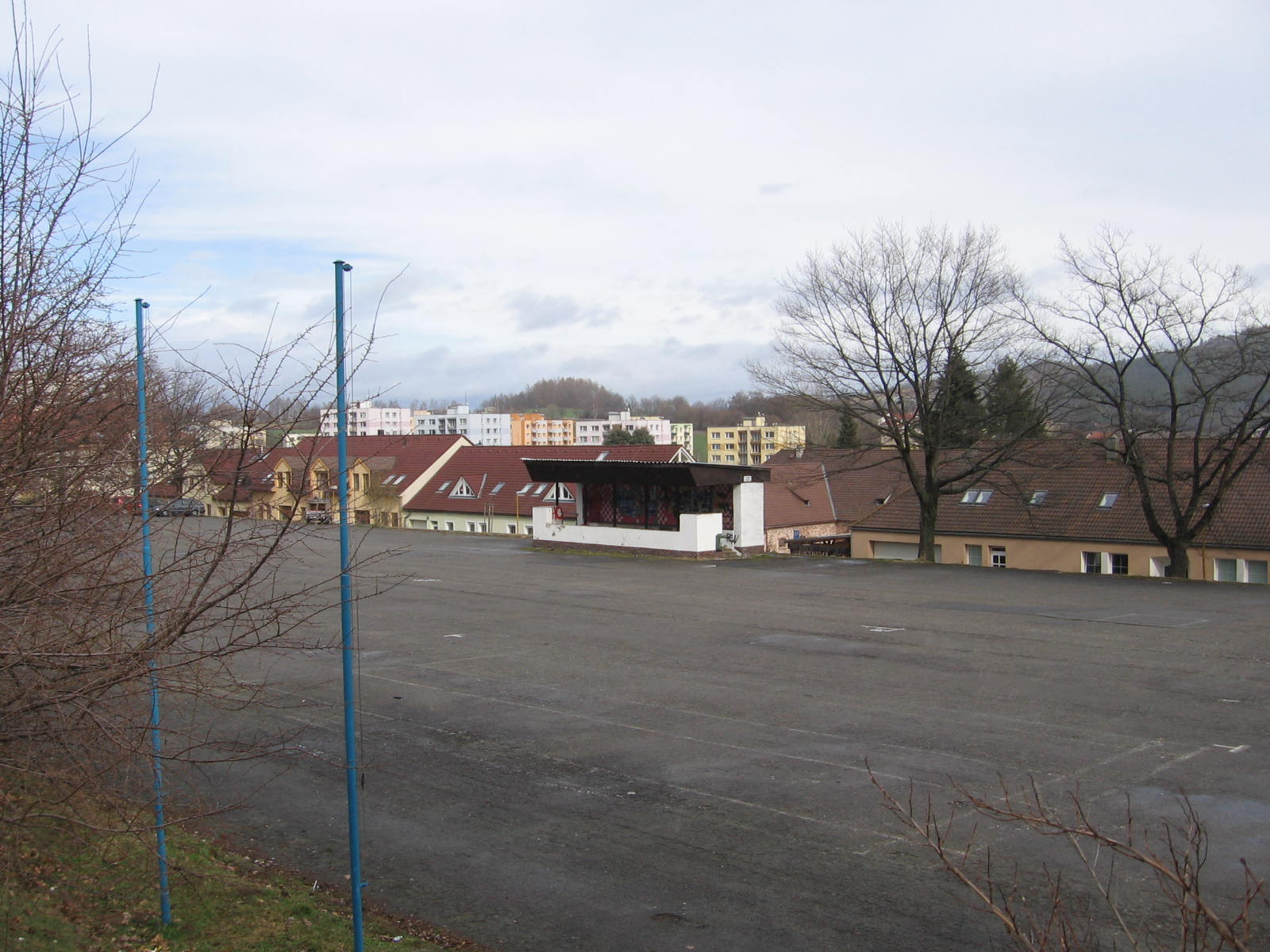
Pohled na nástupiště a tribunu velitele
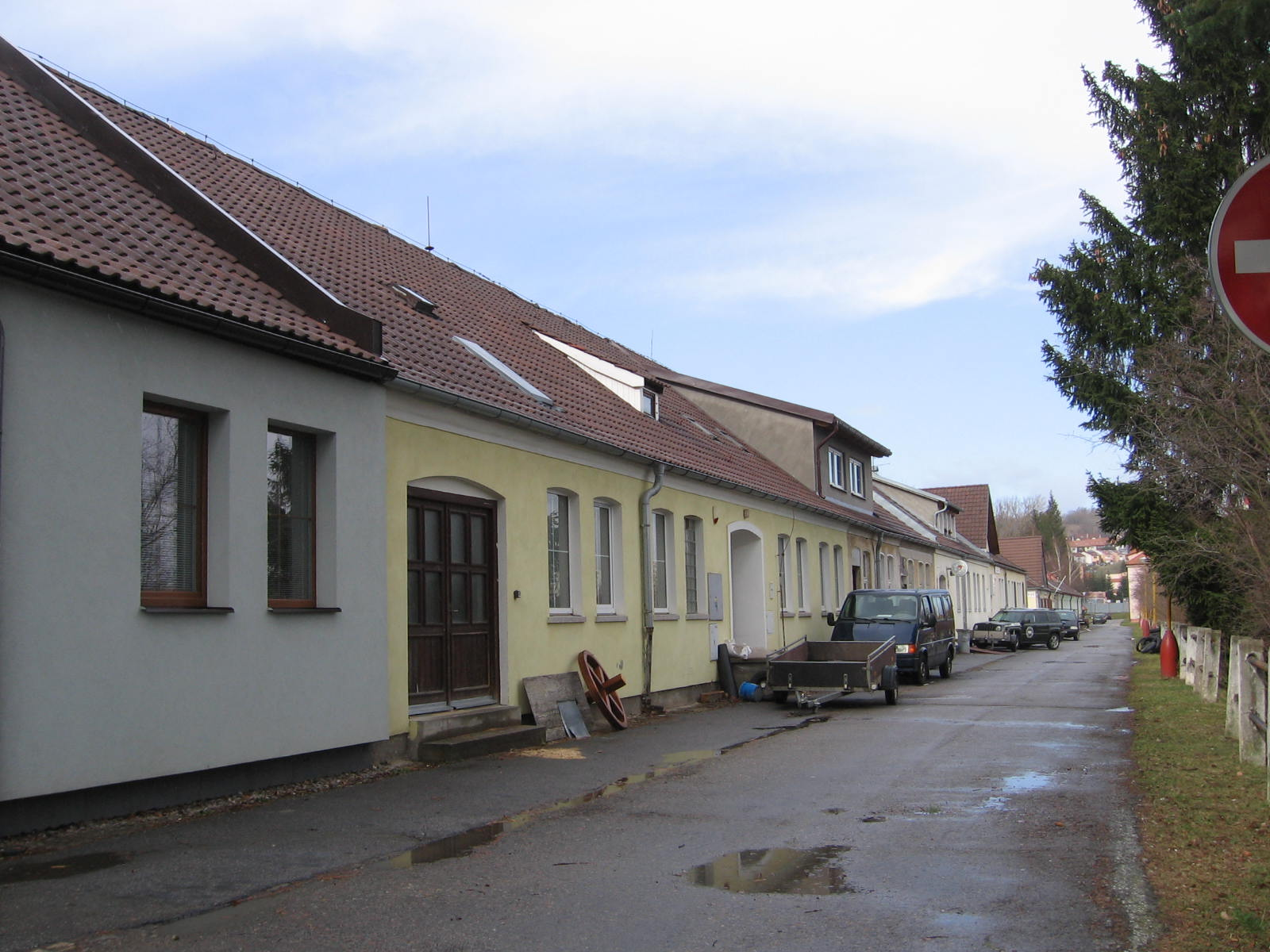
Původní budova – ošetřovna a prostory JBZ
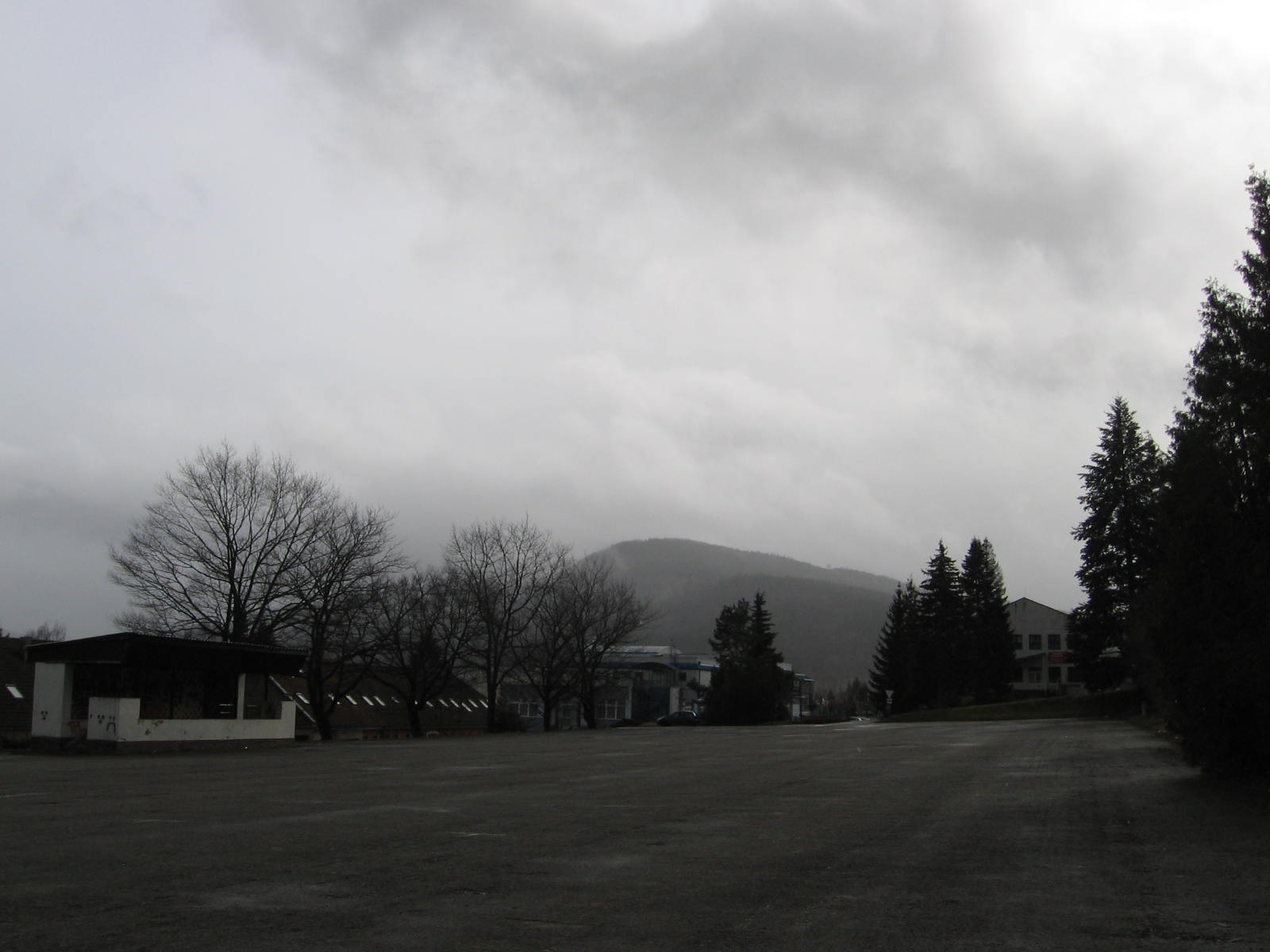
Pohled na nástupiště a tribunu velitele – směr k výjezdu
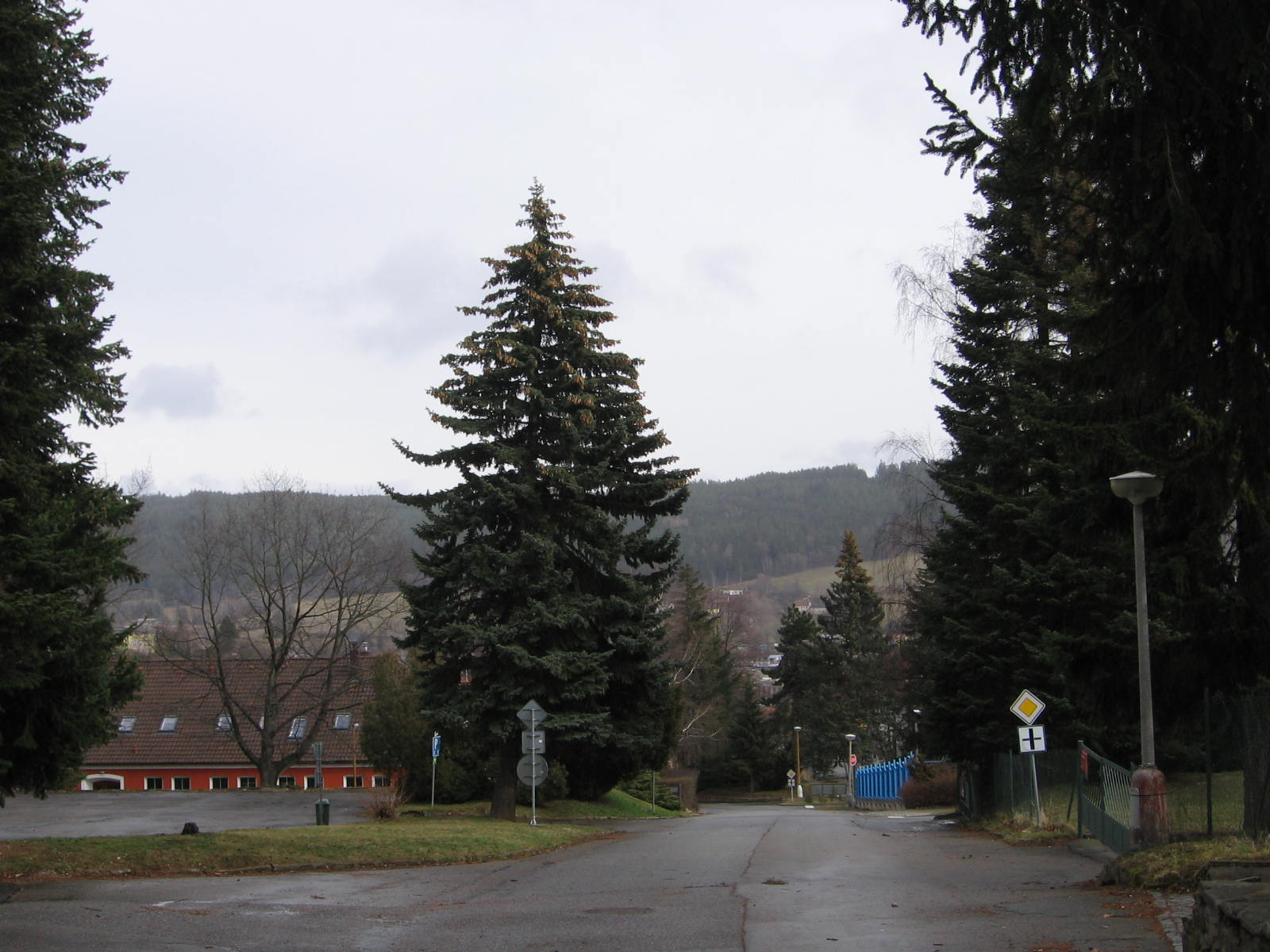
Pohled dnešní Kasárenskou ulicí k nástupišti a výjezdu

### Detaily areálu Nových kasáren

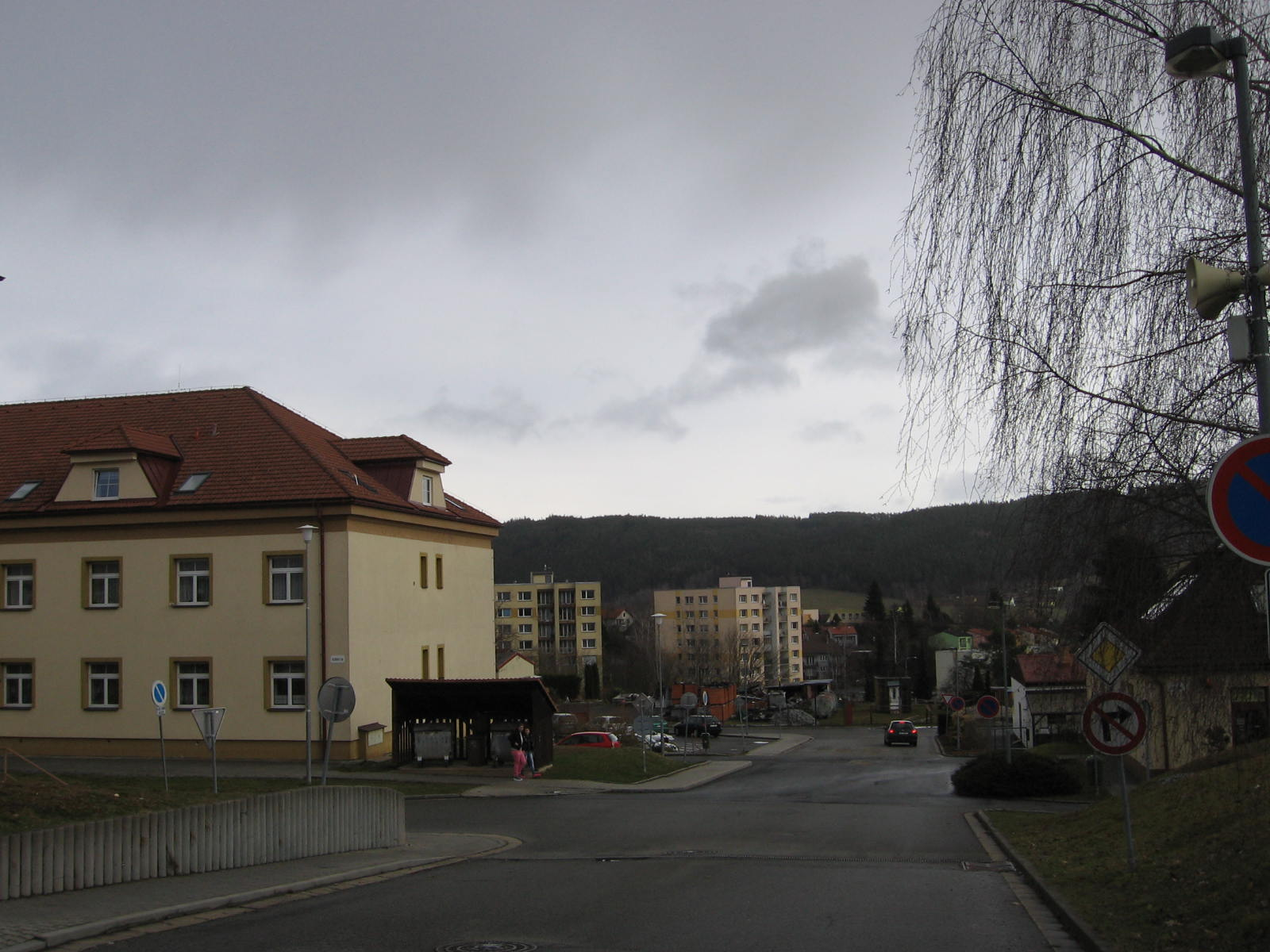
Pohled na ubytovací prostor dělostřeleckého oddílu a baterie PTŘS
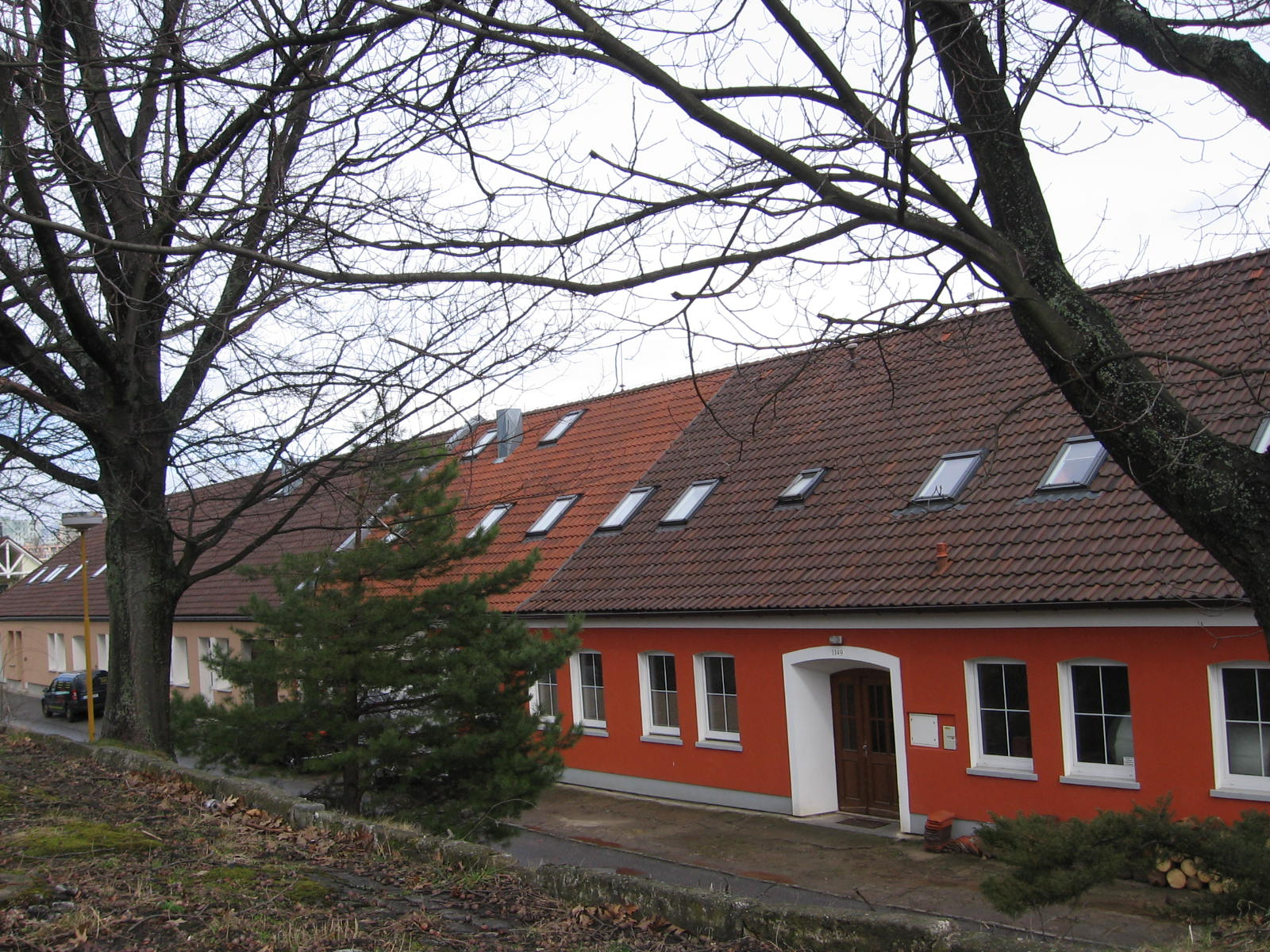
Pohled na prostor 3.praporu, dozorčího útvaru a štábu
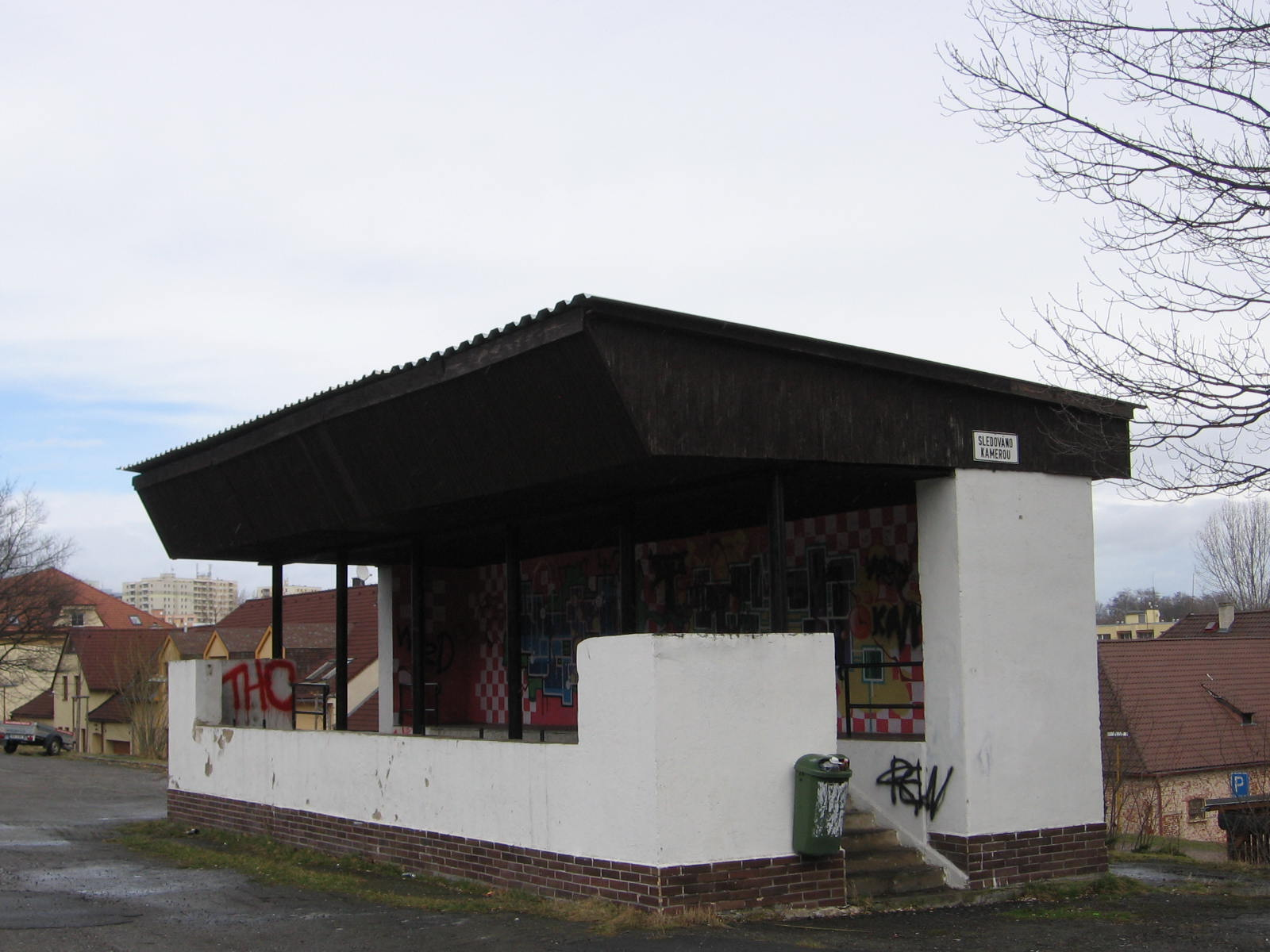
Tribuna velitele na nástupišti
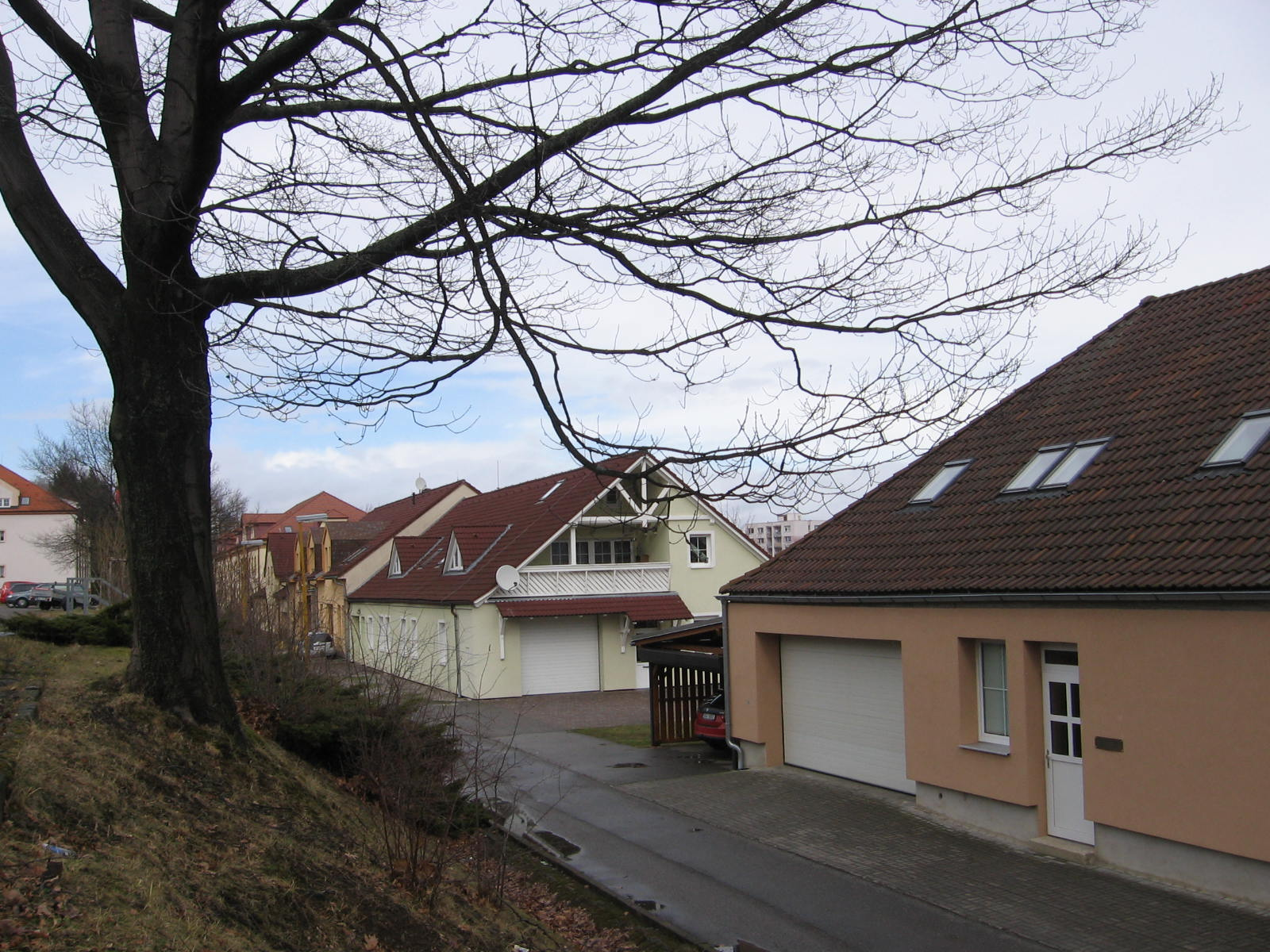
Rekonstruované budovy bývalého 3. motostřeleckého praporu
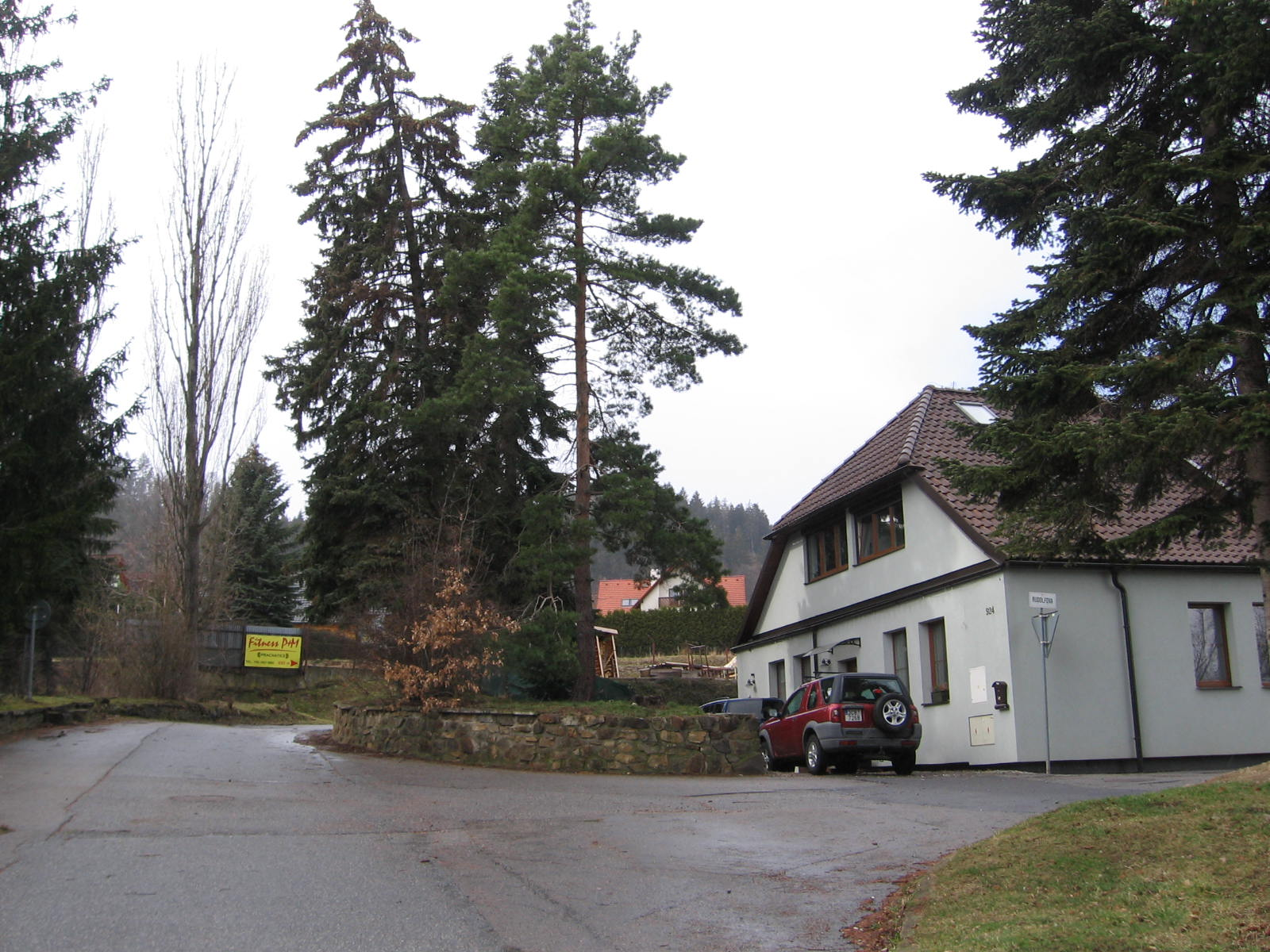
Dnešní Rudolfova ulice
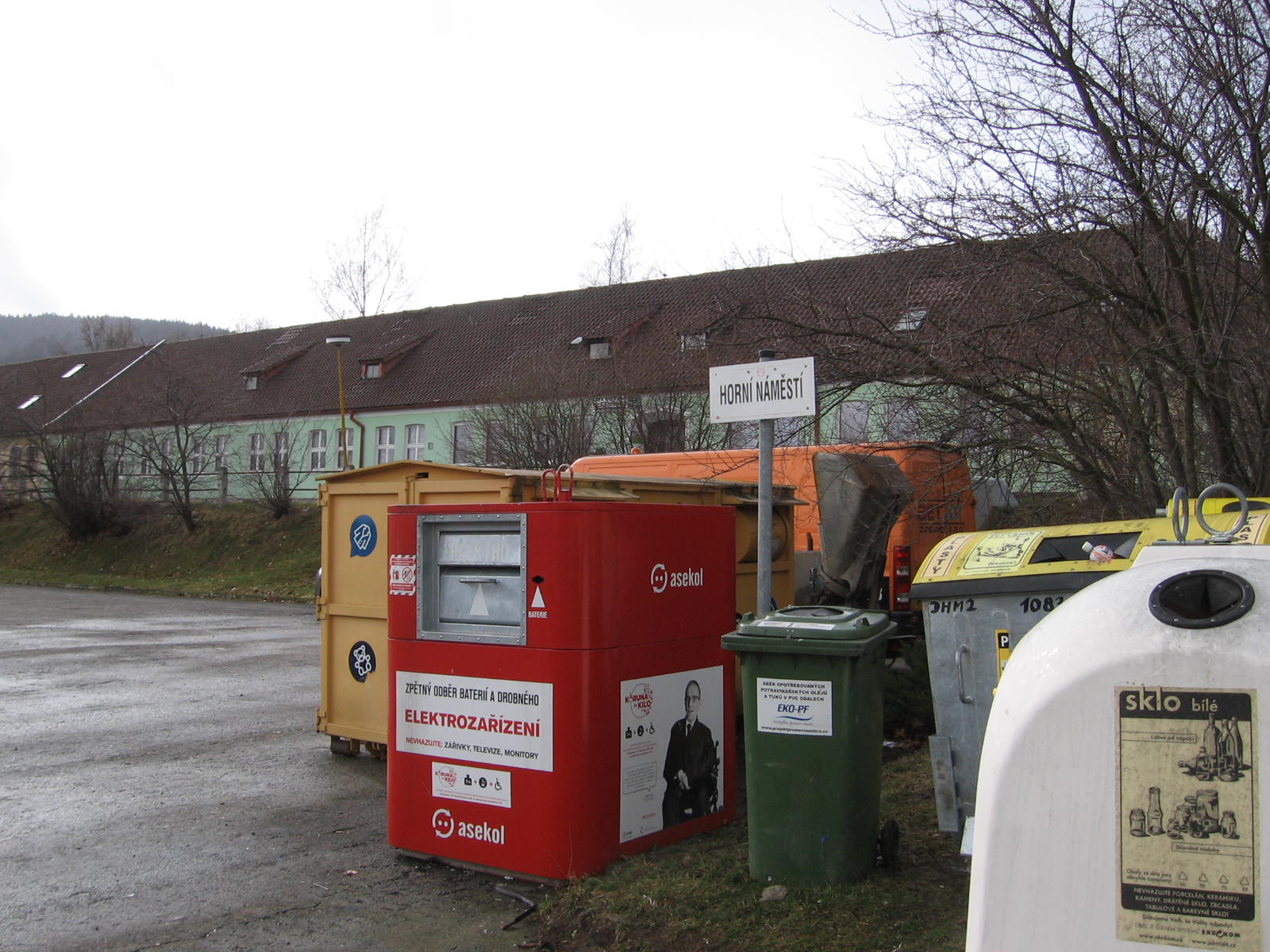
Horní náměstí s kontejnery, označením náměstí a pohledem na bývalé budovy jednotek bojového zabezpečení a ošetřovny

### Sídliště a ubytovna pro vojáky z povolání

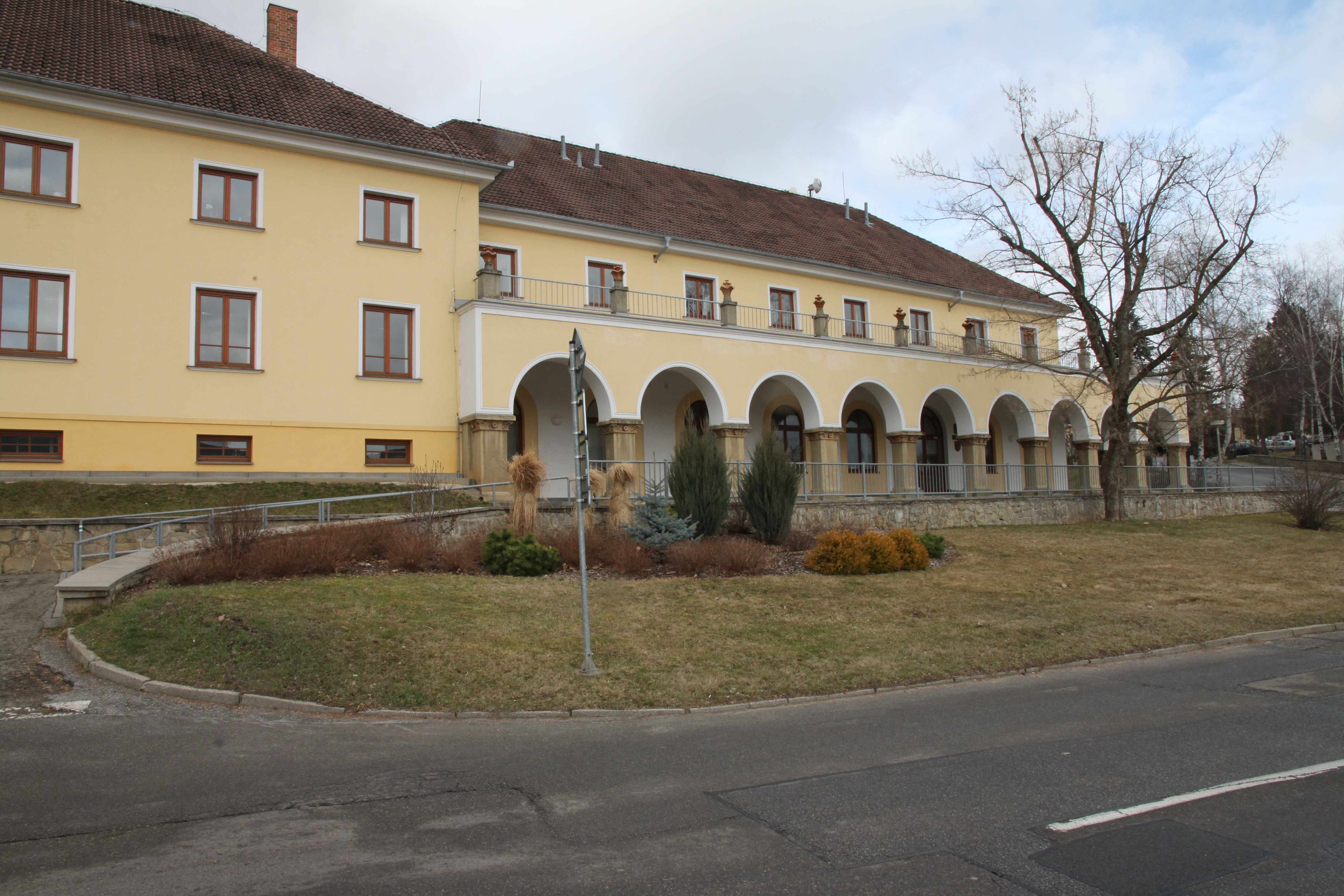
Bývalá ubytovna vojáků z povolání, dnes pracoviště Městského úřadu Prachatice
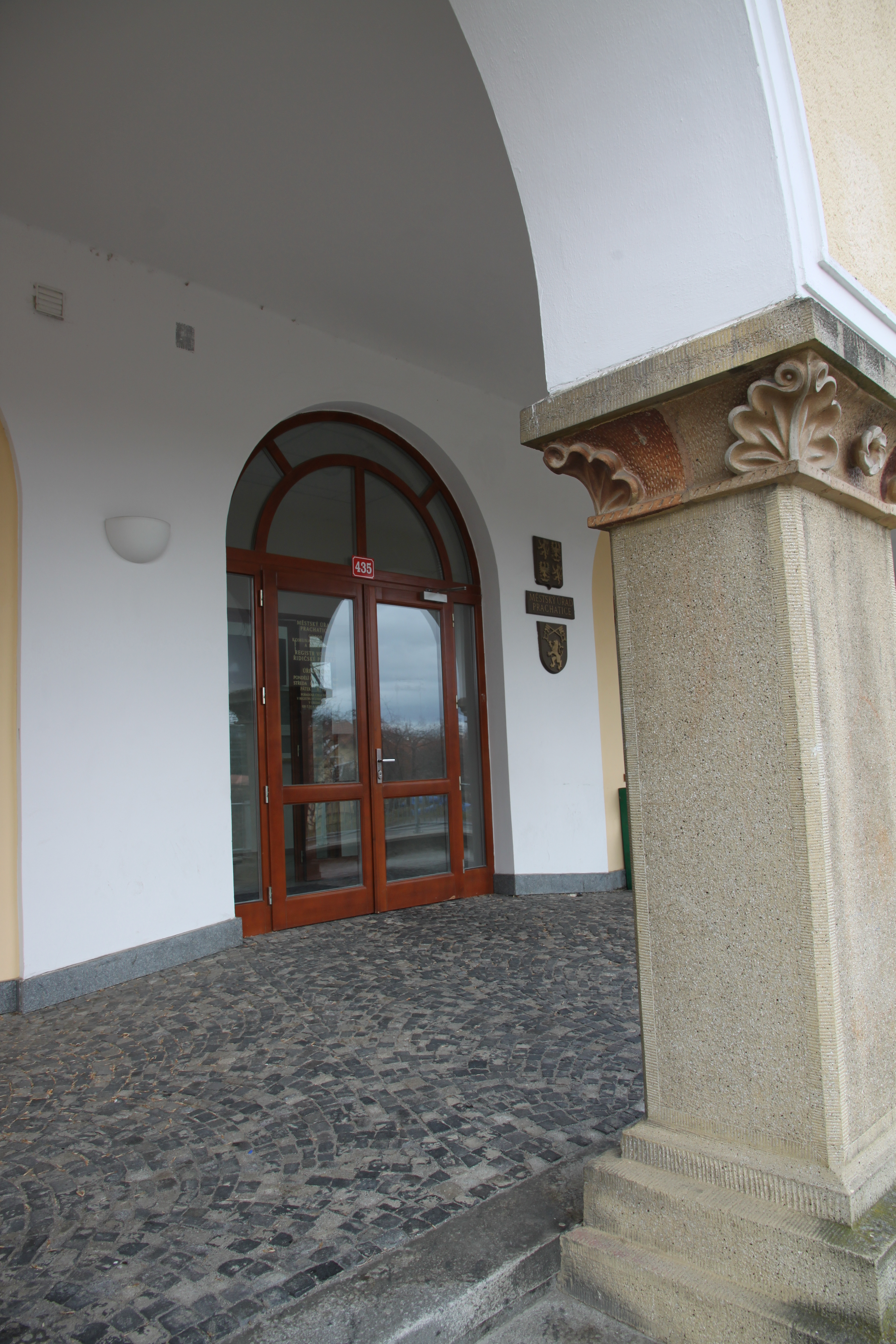
Podloubí bývalé ubytovny v Hradební ulici s prvky socialistického realismu

### Tankostřelecká cesta a reaktivované objekty lehkého opevnění vz. 37

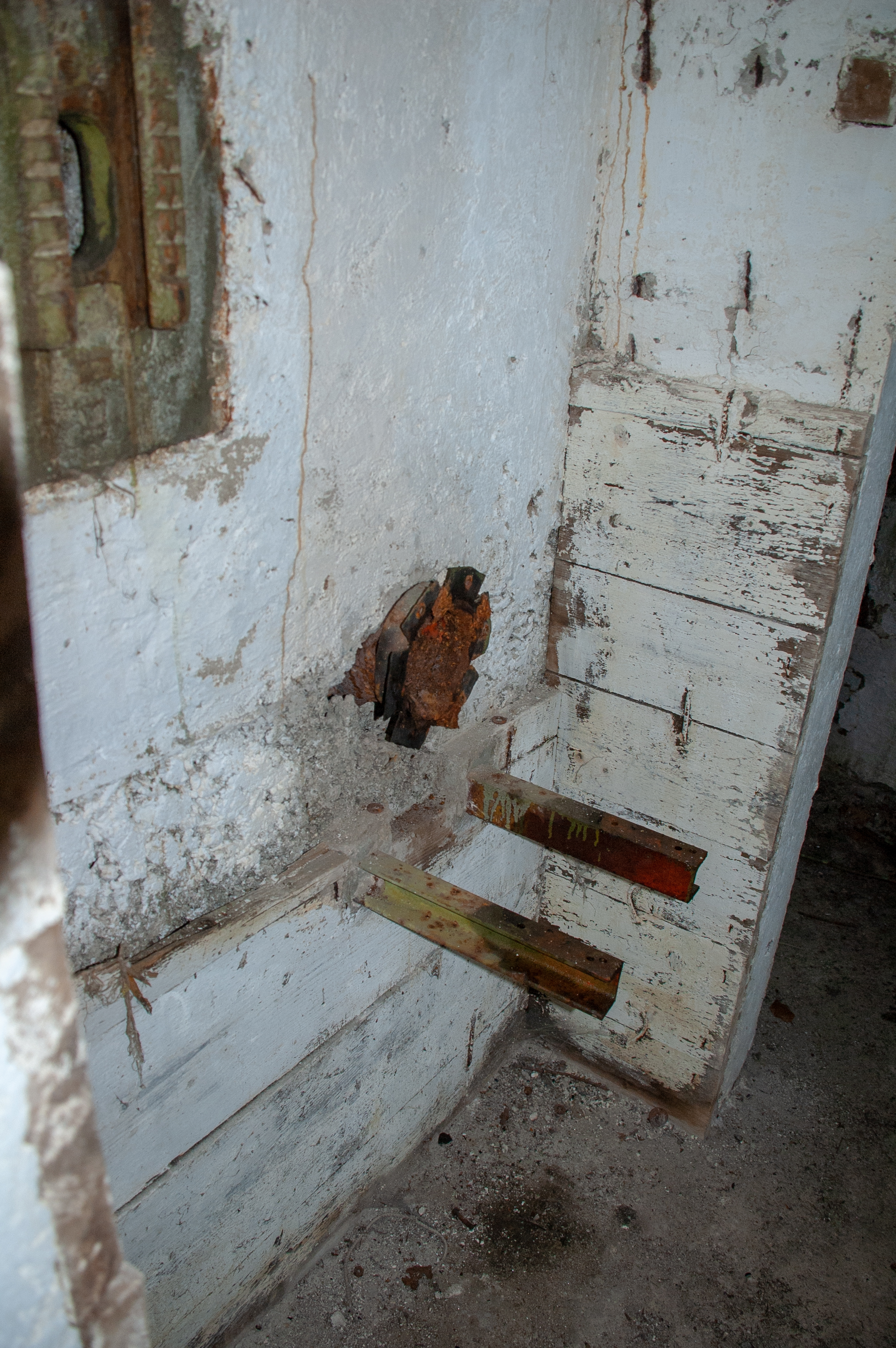
Reaktivovaný ŘOP 28 v úseku H-42 - interiér
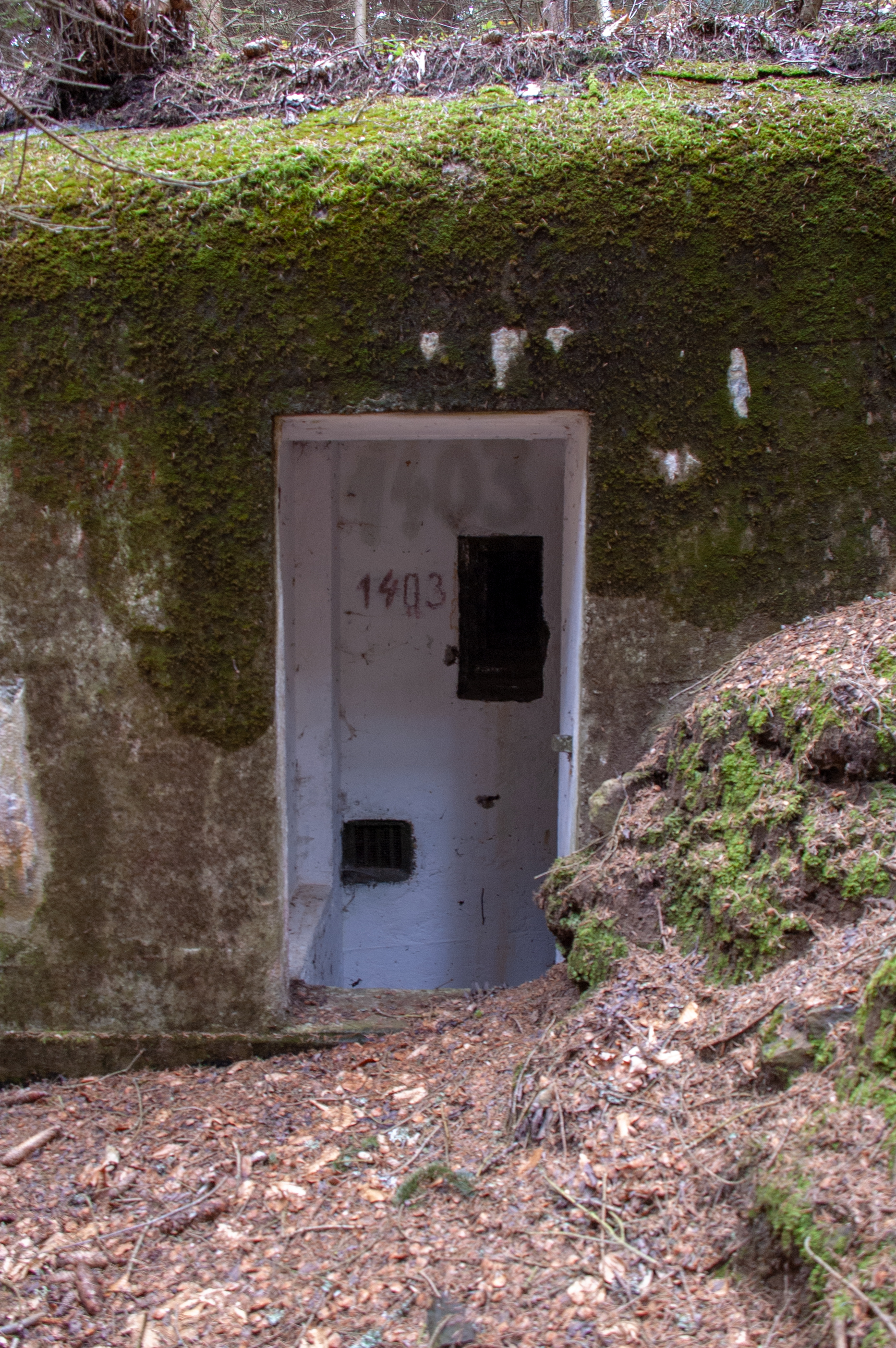
Reaktivovaný ŘOP 28 v úseku H-42 - vchod s číslem objektu
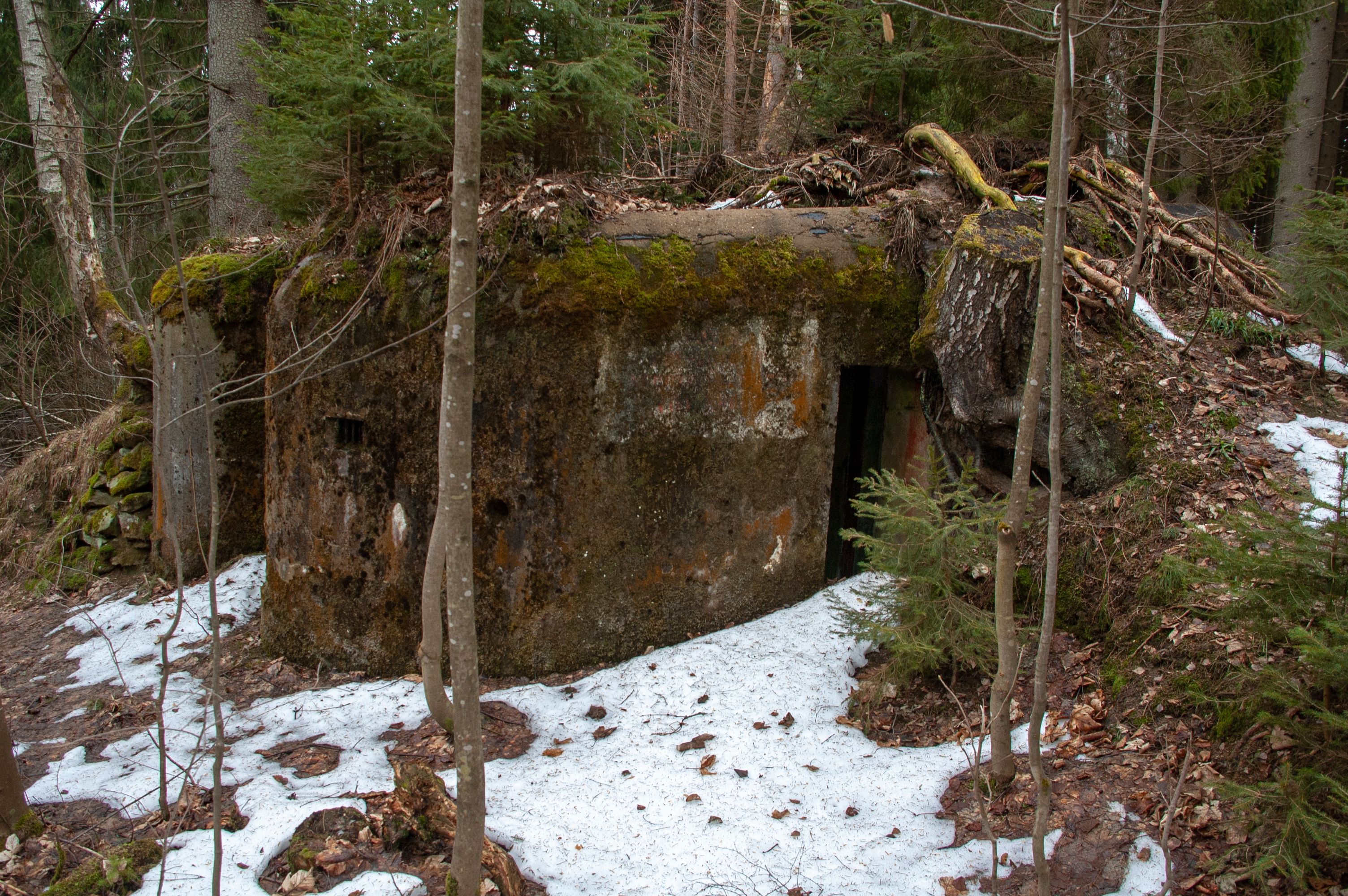
Reaktivovaný ŘOP 38, pohled zvenčí
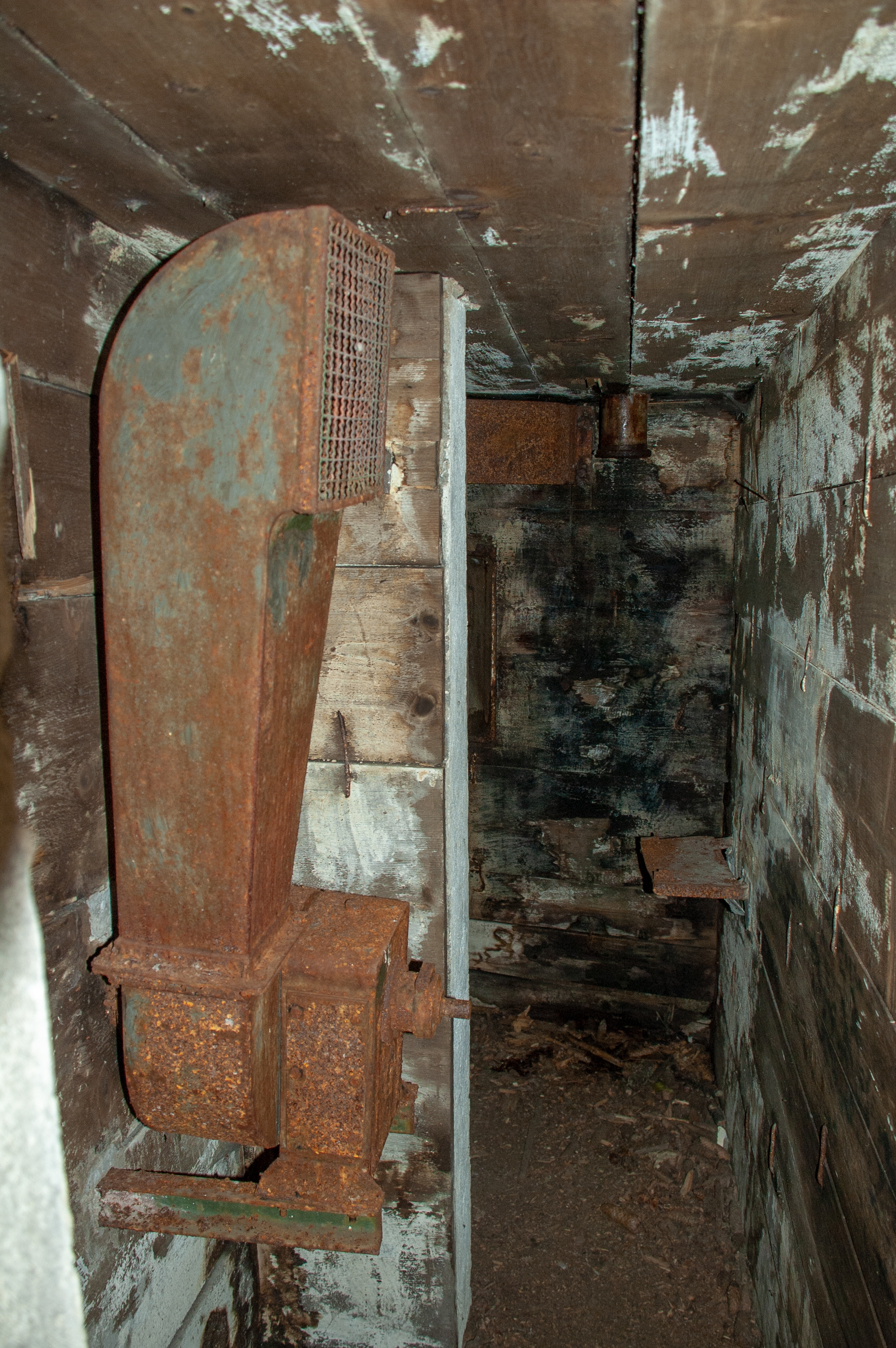
Reaktivovaný ŘOP 38, pohled do interiéru ventilační zařízení
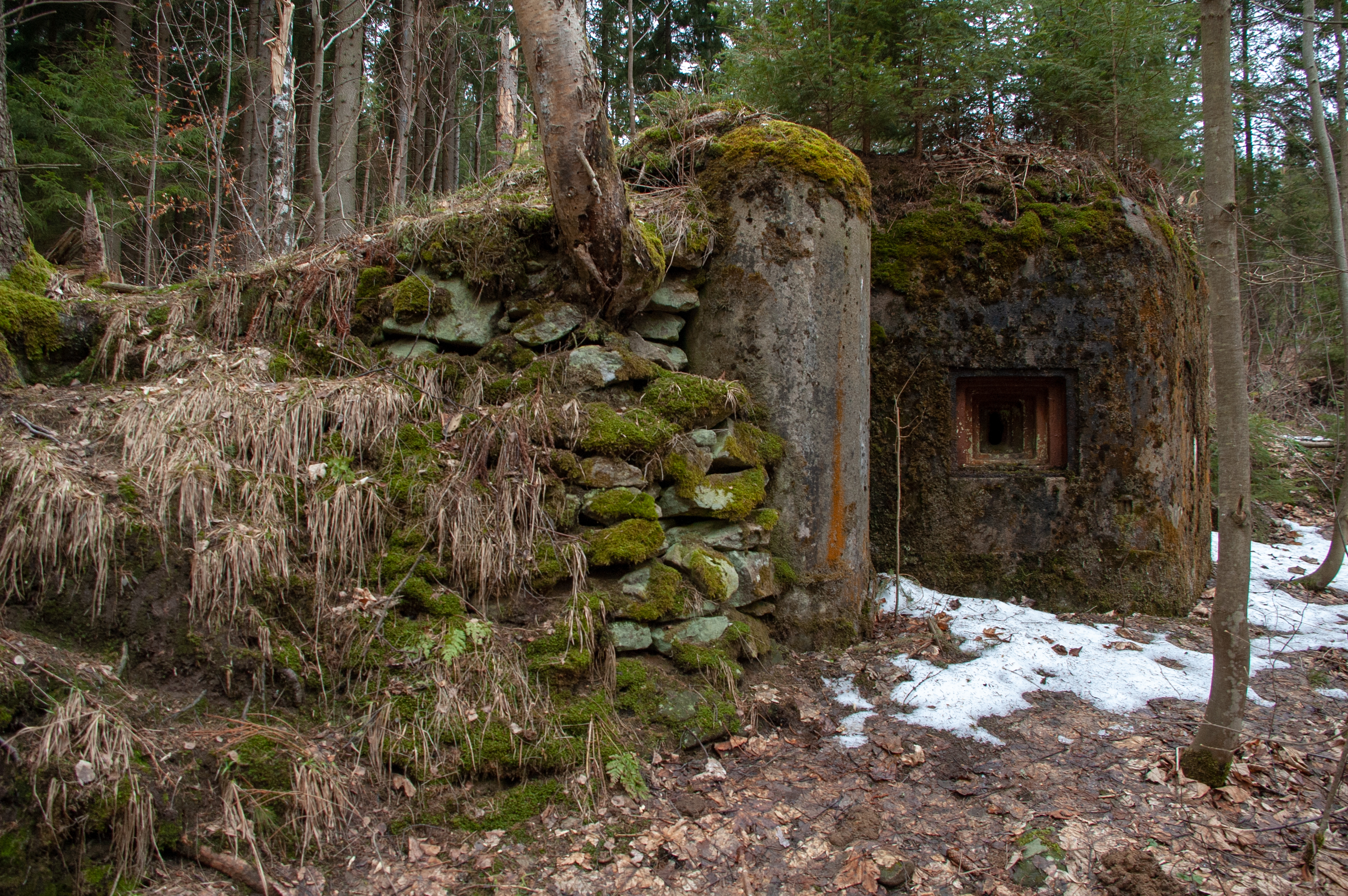
Reaktivovaný ŘOP 38, pohled na čelní stěnu s rovnaninou a záhozem z r. 1937
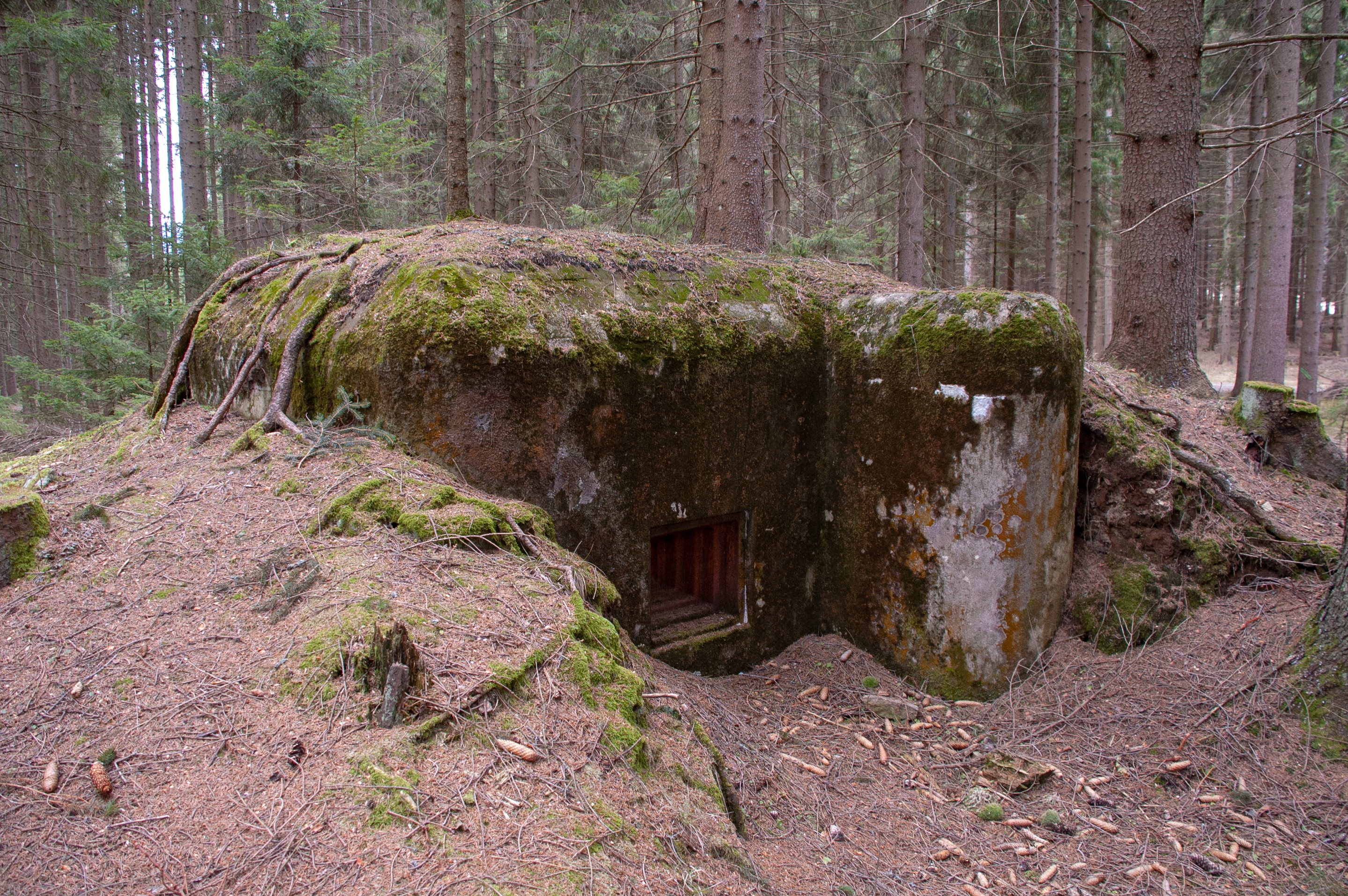
Reaktivovaný ŘOP 31, pohled na čelní stěnu s rovnaninou a záhozem a zához zadní stěny se vchodem